# Relazioni bilaterali tra Germania e Giappone

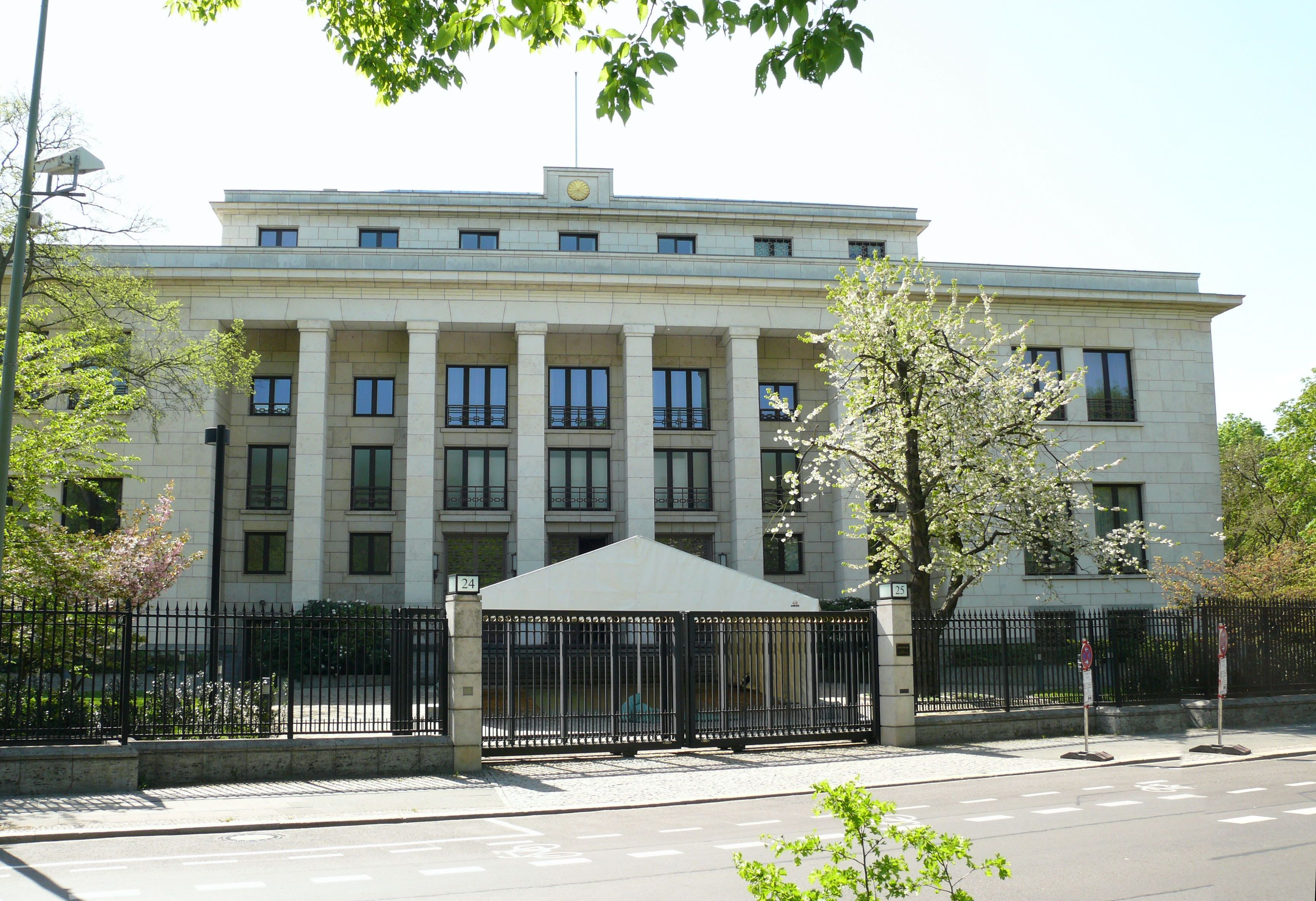
Ricostruita negli anni 1990, l'ambasciata giapponese in via Hiroshima a Berlino fu originariamente costruita tra il 1938 e il 1942 e resta uno dei simboli per le relazioni tedesco-giapponesi da allora

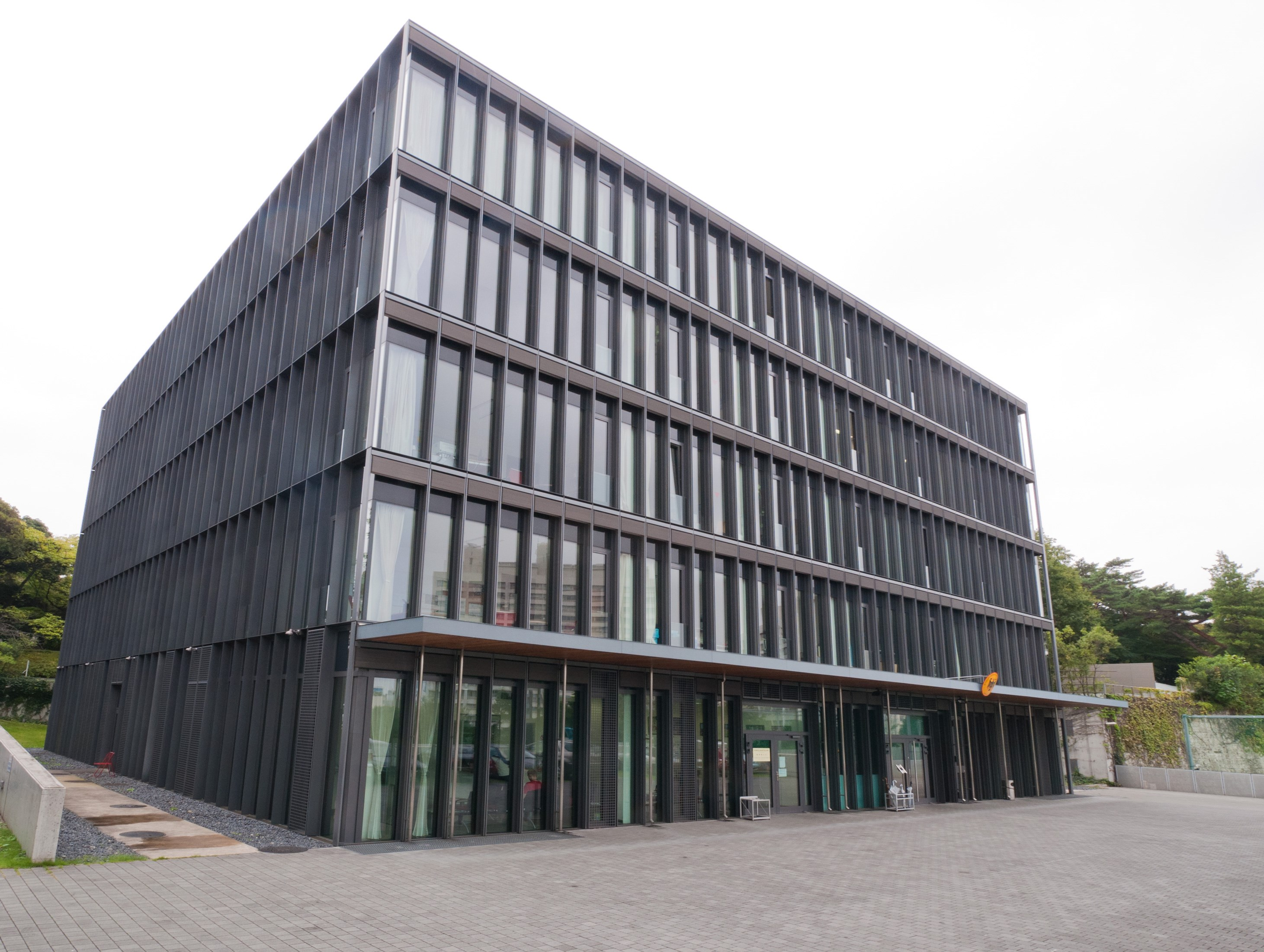
Ambasciata della Germania in Giappone

Le relazioni tra Germania e Giappone furono stabilite ufficialmente nel 1861 con la prima visita ambasciatrice in Giappone da parte di rappresentanti della Prussia (che precedette la formazione dell'Impero tedesco nel 1866/1870). Il Giappone si modernizzò rapidamente dopo il rinnovamento Meiji del 1867, spesso utilizzando modelli tedeschi attraverso un frequente scambio culturale. Dopo il 1900, i nipponici si avvicinarono al Regno Unito, tanto che nella prima guerra mondiale Giappone e Germania facevano parte di due schieramenti contrapposti. Il Giappone dichiarò guerra all'Impero tedesco nel 1914 e si impossessò dei possedimenti tedeschi chiave in Cina e nel Pacifico.
Negli anni 1930, entrambi i paesi avviarono campagne militaristiche aggressive nelle regioni geografiche immediatamente circostanti: un simile evento portò a un riavvicinamento delle relazioni diplomatiche e, infine, a un'alleanza politica e militare di cui faceva parte anche l'Italia: l'"Asse". Durante la seconda guerra mondiale, tuttavia, l'alleanza fu limitata dalle grandi distanze geografiche tra le varie potenze; per la maggior parte del tempo, il Giappone e la Germania combatterono guerre separate, tanto che anche la resa nel 1945 avvenne in circostanze differenti.
Dopo il conflitto globale, le economie di entrambe le due nazioni vissero una rapida ripresa; le relazioni bilaterali, ora incentrate soprattutto in ambito commerciale, vennero presto ristabilite. Oggi il Giappone e la Germania figurano come la terza e la quarta potenza economica mondiale e svariate sono le cooperazioni a livello politico, culturale, scientifica ed economico.
Secondo un sondaggio della Fondazione Bertelsmann della fine del 2012 che riprendeva a sua volta un articolo del 1995 del New York Times, i tedeschi giudicano lo Stato nipponico in maniera positiva, considerandolo più un alleato che un potenziale concorrente. Anche le opinioni giapponesi sulla Germania risultano favorevoli (solo il 3% degli intervistati percepisce la Germania negativamente).

## Tabella comparativa
|                           | Germania                                                              | Giappone                                              |
| ------------------------- | --------------------------------------------------------------------- | ----------------------------------------------------- |
| Stemma                    |                                                                       |                                                       |
| Bandiera                  |                                                                       |                                                       |
| Popolazione               | 83 019 200                                                            | 126 317 000                                           |
| Superficie                | 357021 km²                                                            | 377944 km²                                            |
| Densità                   | 229 ab./km²                                                           | 344 ab./km²                                           |
| Capitale                  | Berlino                                                               | Tokyo                                                 |
| Forma di governo          | Repubblica parlamentare federale                                      | Monarchia parlamentare                                |
| Primo ministro            | Olaf Scholz                                                           | Fumio Kishida                                         |
| Lingue ufficiali          | Tedesco (de facto e de iure)                                          | Giapponese (de facto)                                 |
| Gruppi etnici             | 87,2% tedeschi, 1,8% turchi, 11% altre comunità europee o non europee | 98,1% giapponesi, 0,5% cinesi, 0,4% coreani, 1% altri |
| PIL (nominale)            | 3 467 trilioni di $                                                   | 4 939 trilioni di $                                   |
| PIL (nominale) pro capite | 41902 $                                                               | 38281 $                                               |
| Spese belliche            | 46,7 miliardi di $                                                    | 59,3 miliardi di $                                    |

## Storia

### Primi contatti e fine dell'isolamento giapponese (prima del 1871)

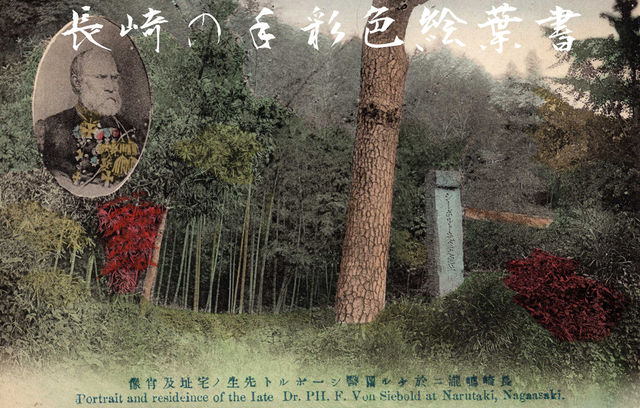
Philipp Franz von Siebold ha contribuito notevolmente alla percezione che l'Europa ha del Giappone

Le relazioni tra il Giappone e la Germania risalgono allo shogunato Tokugawa (1603–1868), ovvero il periodo in cui i tedeschi nel servizio olandese giunsero in Giappone per lavorare nella Compagnia olandese delle Indie orientali (VOC). I primi casi ben documentati sono quelli dei medici Engelbert Kaempfer (1651–1716) e Philipp Franz von Siebold (1796–1866) rispettivamente negli anni 1690 e 1820: entrambi accompagnarono il responsabile della stazione commerciale olandese a Dejima nel viaggio obbligatorio a Edo per rendere omaggio allo shōgun. Siebold divenne l'autore di Nippon, Archiv zur Beschreibung von Japan (Nippon, Archivio per la Descrizione del Giappone), una delle più preziose fonti di informazioni sul Paese del Sol Levante fino al XX secolo; dal 1979 i suoi successi sono stati riconosciuti con un premio tedesco annuale in suo onore, il Philipp Franz von Siebold-Preis, concesso a scienziati giapponesi. La seconda visita di Von Siebold in Giappone (1859-1862) si trasformò in un disastro quando cercò di influenzare la politica olandese in Giappone e tentò di ottenere un incarico permanente come diplomatico in loco.
Nel 1854, gli Stati Uniti esercitarono pressioni sul Giappone nella Convenzione di Kanagawa, la quale pose fine all'isolamento degli asiatici. Considerato un "trattato sfavorevole" dal pubblico giapponese, poiché gli USA non ricambiavano la maggior parte delle concessioni del Giappone con privilegi simili, lo Stato nipponico fu in effetti costretto a costituire un sistema di extraterritorialità che prevedesse la sottomissione dei residenti stranieri alle leggi dei propri tribunali consolari invece che al sistema giuridico giapponese; in contemporanea, aprirono i moli dei porti per favorire il commercio e in seguito si permise persino ai missionari cristiani di giungere sulle isole. Poco dopo la fine dell'isolamento del Giappone, in un periodo chiamato "Fine dello shogunato" (幕末?, Bakumatsu), i primi commercianti tedeschi sbarcarono a Oriente. Nel 1860, il conte Friedrich Albrecht zu Eulenburg guidò la spedizione Eulenburg in Giappone come ambasciatore della Prussia, uno stato regionale in gran parte autonomo nella Confederazione tedesca a quel tempo. Dopo quattro mesi di trattative, nel gennaio 1861 fu firmato tra la Prussia e il Paese asiatico un altro "trattato impari", ufficialmente dedicato alla cooperazione e al commercio.
Nonostante fosse stata considerata tra i numerosi eventi volti a esercitare ingerenze sulla politica estera nipponica, la spedizione di Eulenburg e le conseguenze a breve e lungo termine del trattato di cooperazione e commercio risultano oggi considerate come l'inizio delle relazioni ufficiali nipponico-teutoniche. In occasione del 150º anniversario, dall'autunno 2010 all'autunno 2011 si sono svolti eventi sia in Germania che in Giappone, nella speranza di "raccogliere i tesori del passato comune per costruire un ponte verso il futuro".

#### Missione diplomatica giapponese in Prussia
Nel 1863, tre anni dopo la visita di von Eulenburg a Tokyo, una delegazione dello shogun si recò alla corte prussiana del re Guglielmo I e fu accolta con una grandiosa cerimonia a Berlino. Dopo la firma del trattato, Max von Brandt assunse il ruolo di rappresentante diplomatico in Giappone, dapprima in rappresentanza della Prussia, dopo il 1866 della Confederazione Tedesca del Nord, e nel 1871 in rappresentanza dell'Impero tedesco di recente costituzione.
Nel 1868 lo shogunato Tokugawa fu rovesciato e rimpiazzato dall'Impero giapponese a cui capo fu posto l'imperatore Meiji. Con il ritorno del potere alla dinastia Tennō, il Giappone chiese la revoca delle "intese impari" con le potenze occidentali e ne seguì una guerra civile: nel corso del conflitto, il trafficante di armi tedesco Henry Schnell consigliò e fornì equipaggiamenti al Daimyō di Nagaoka, un signore della terra fedele allo Shogunato. Un anno dopo, la guerra terminò con la sconfitta dei Tokugawa e la rinegoziazione dei "trattati impari".

### Modernizzazione del Giappone e scambio culturale (1871–1885)

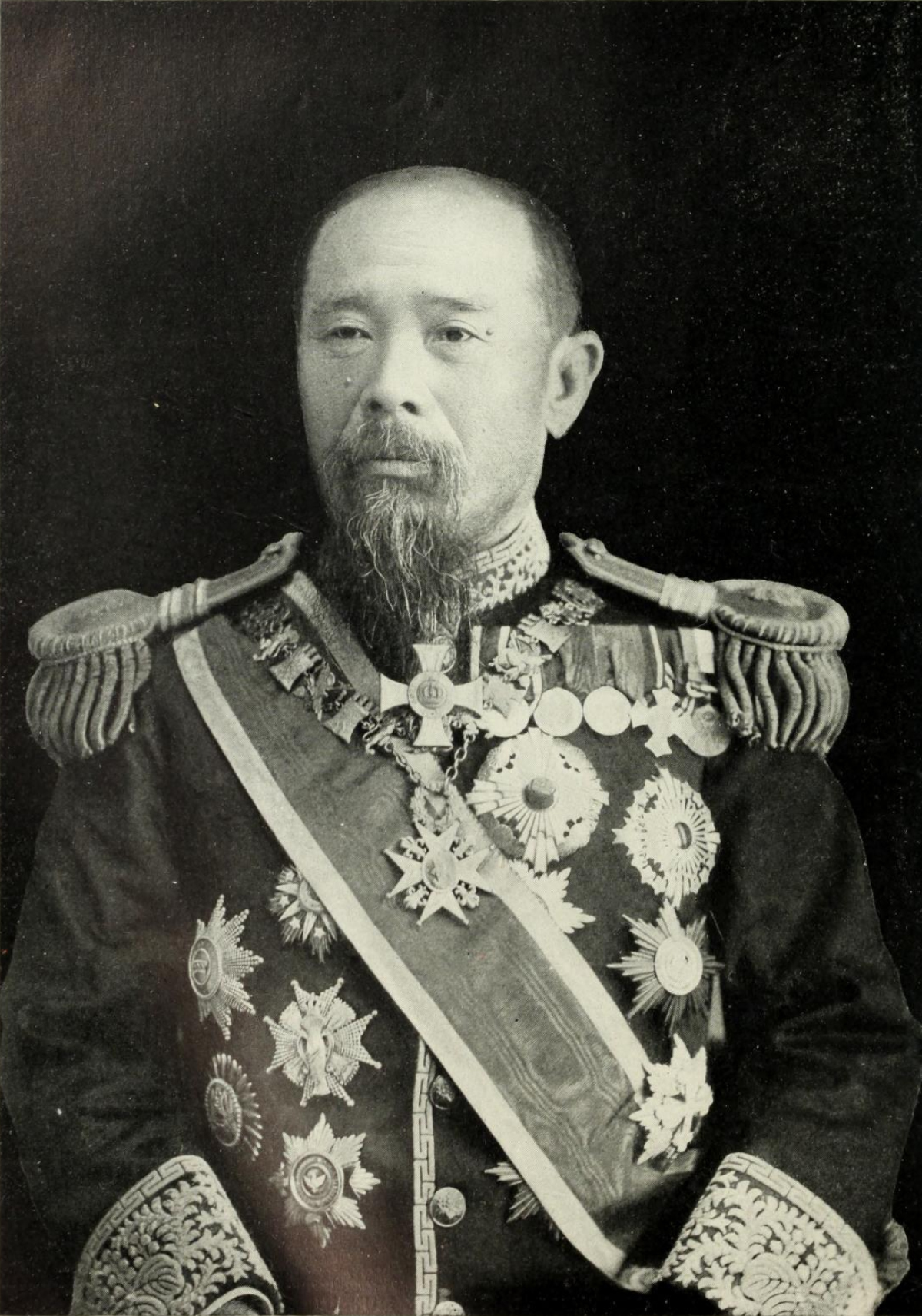
Il ministro giapponese Itō Hirobumi studiò le costituzioni europee a Berlino e Vienna nel 1882 al fine di rintracciare un modello valido per dare forma a un nuovo ordinamento giuridico giapponese

Con l'inizio del periodo Meiji (1868-1912), molti tedeschi si recarono per lavoro in Asia come consiglieri del nuovo governo (i cosiddetti "impiegati stranieri"  (お 雇 い 外国人?, oyatoi gaikokujin)) e contribuirono alla modernizzazione del Giappone, in particolare nel campo della medicina e quello militare. Jakob Meckel fu invitato dal governo giapponese nel 1885 come consigliere dello Stato maggiore e come insegnante presso la scuola di guerra dell'esercito. Il teutonico trascorse tre anni lontano da casa, lavorando con personaggi influenti tra cui Katsura Tarō e Kawakami Soroku, contribuendo così in modo decisivo alla modernizzazione dell'esercito imperiale locale nel 1880-1890. Meckel si conquistò un fedele gruppo di ammiratori giapponesi i quali, dopo la sua morte, fecero erigere una sua statua di bronzo davanti alla scuola militare a Tokyo.
Nel 1889 fu promulgata la Costituzione dell'Impero del Giappone, di gran lunga influenzata dai giuristi Rudolf von Gneist e Lorenz von Stein: l'oligarca Meiji e futuro Primo ministro Itō Hirobumi (1841-1909) incontrò rispettivamente a Berlino e Vienna nel 1882. Su richiesta del governo tedesco, anche Albert Mosse interloquì con Hirobumi e il suo seguito di funzionari e studiosi del governo, tenendo altresì una serie di conferenze sul diritto costituzionale, fondamentali per convincere Hirobumi che la costituzione monarchica in stile prussiano fosse la più adatta alla sua patria. Nel 1886, Mosse fu invitato in Giappone con un contratto triennale in qualità di "straniero assunto" al governo giapponese per assistere Hirobumi e Inoue Kowashi nella stesura della costituzione Meiji. In seguito, si concentrò su altre importanti bozze legali, accordi internazionali e contratti e prestò servizio come consigliere di gabinetto presso il ministero dell'Interno, assistendo il primo ministro Yamagata Aritomo nelle questioni di diritto amministrativo. Decine di studenti e ufficiali militari giapponesi viaggiarono in Germania alla fine del XIX secolo allo scopo di studiare l'impianto bellico tedesco e ricevere addestramento presso le strutture e le file dell'esercito locale, principalmente quello prussiano. Ad esempio, il famoso futuro scrittore Mori Rintarô (Mori Ōgai), prima medico dell'esercito, ricevette lezioni private in lingua tedesca tra il 1872 e il 1874, all'epoca la lingua principale per l'educazione medica. Dal 1884 al 1888, Ōgai si recò in Europa e sviluppò un interesse per la letteratura teutonica producendo le prime traduzioni delle opere di Goethe, Schiller e Gerhart Hauptmann.

### Inasprimento delle relazioni e prima guerra mondiale (1885-1920)
Alla fine del XIX secolo, le relazioni nipponico-teutoniche si raffreddarono a causa delle aspirazioni imperialiste della Germania e in generale dell'Europa nell'Asia orientale. Dopo la conclusione della prima guerra sino-giapponese nell'aprile 1895, fu sottoscritto il trattato di Shimonoseki, il quale includeva diverse cessioni territoriali dalla Cina al Giappone, soprattutto Taiwan e la sezione orientale della baia della penisola di Liaodong, incluso Port Arthur. Tuttavia, Russia, Francia e Germania si mostrarono diffidenti nei confronti dell'espansione dell'influenza giapponese e desideravano approfittare della precaria condizione della Cina al fine di allargare i propri possedimenti coloniali. Gli attriti culminarono nel cosiddetto "Triplice Intervento" il 23 aprile 1895, quando le tre potenze "sollecitarono" il Giappone ad astenersi dall'acquisire i possedimenti ottenuti nella penisola di Liaodong.
Un'altra grana per le relazioni tedesco-giapponesi nacque a causa della guerra russo-giapponese del 1904-1905, in quanto i teutonici presero le parti di Mosca. Una simile circostanza spinse il ministero degli esteri giapponese a dichiarare che qualsiasi nave avesse consegnato carbone alle navi zariste all'interno della zona di guerra sarebbe stata affondata. Dopo il conflitto, Berlino insistette sulla reciprocità nello scambio di ufficiali militari e studenti e, negli anni seguenti, diversi membri dell'esercito tedesco vennero spediti in Giappone per studiare l'armata nipponica, guadagnatasi dopo la sua vittoria sui zaristi una discreta fama. Tuttavia, il potere e l'influenza crescenti del coincisero con una maggiore sfiducia da parte dei tedeschi.
Lo scoppio della prima guerra mondiale in Europa alla fine mostrò fino a che punto le relazioni bilaterali si fossero davvero deteriorate. Il 7 agosto 1914, solo tre giorni dopo che la Gran Bretagna dichiarò guerra all'Impero tedesco, il governo giapponese ricevette una richiesta ufficiale da Londra di assistenza nella distruzione degli incursori tedeschi della Kaiserliche Marine in acque territoriali cinesi e al largo delle coste. Tokyo, desideroso di ridurre la presenza delle potenze coloniali europee nel sud-est asiatico, in particolare sulla costa cinese, inviò alla Germania un ultimatum il 14 agosto 1914, rimasto senza risposta. Il 23 agosto il Giappone dichiarò formalmente guerra a Berlino, entrando così nella Grande Guerra come alleato di Gran Bretagna, Francia e Russia ponendosi come obiettivo quello di conquistare le isole Caroline, Marshall e Marianne controllate dai tedeschi nel Pacifico.

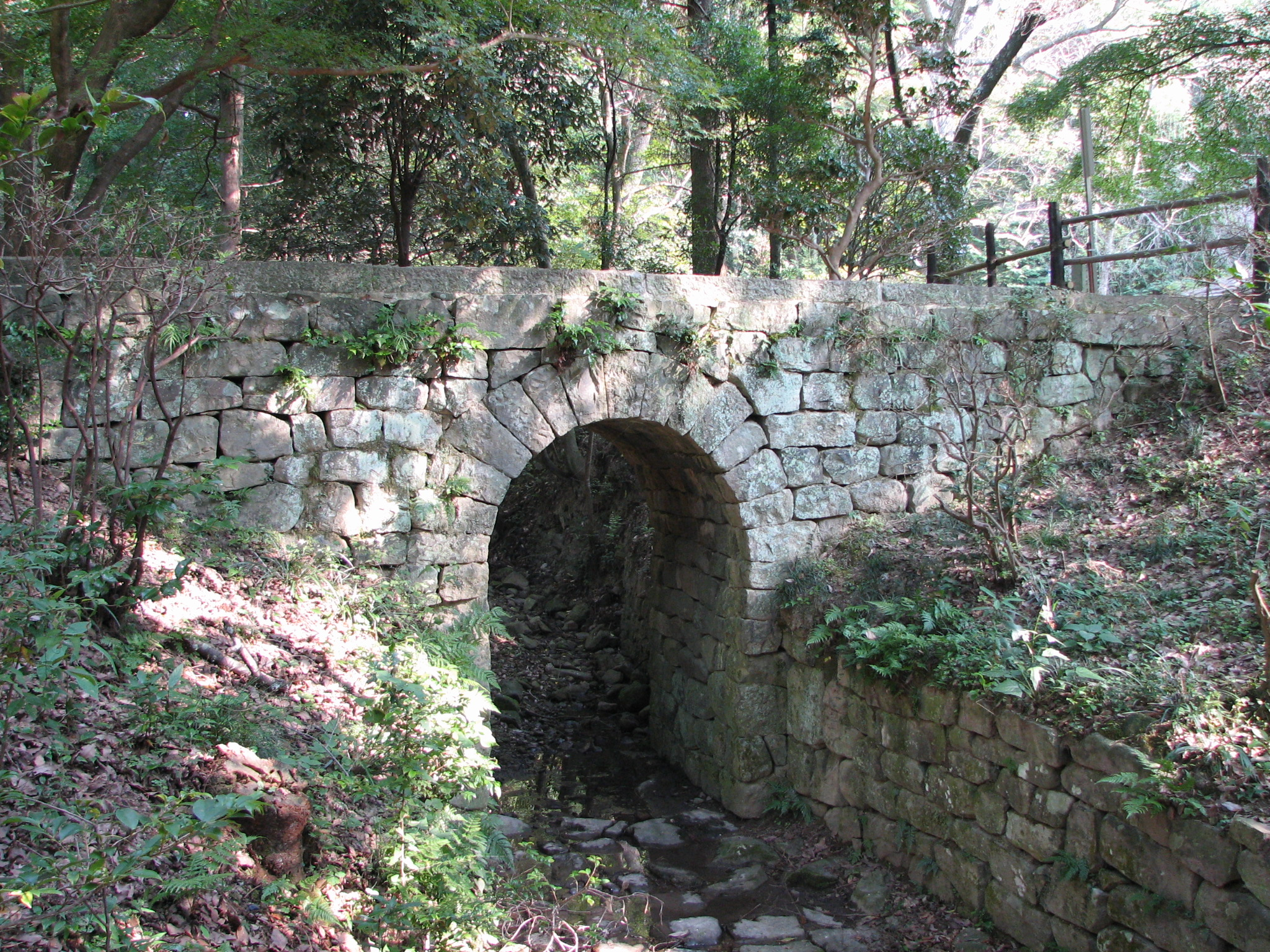
Ponte tedesco costruito dai prigionieri del campo di prigionia di Bandō durante la loro prigionia

L'unica grande battaglia che ebbe luogo tra il Giappone e la Germania fu l'assedio del porto cinese di Tsingtao, controllato dai tedeschi, nella baia di Kiautschou. Le forze tedesche e austro-ungariche resistettero dall'agosto al novembre 1914, sotto un blocco totale nipponico-britannico, respinsero sbarramenti di artiglieria, ma la soverchiante inferiorità degli avversari (in rapporto di 6:1) demoralizzò totalmente le truppe e portò alla successiva e prevedibile sconfitta. Quando le truppe giapponesi cinsero d'assedio la città, i morti tedeschi furono sepolti a Tsingtao e i superstiti deportati in Giappone dove furono trattati con rispetto in luoghi come il campo per prigionieri di guerra di Bandō. Nel 1919, quando la Germania firmò formalmente il trattato di Versailles, tutti gli uomini catturati vennero rilasciati e la maggior parte di essi tornò in Europa.
Il Giappone figurava tra i firmatari del trattato di Versailles, che prevedeva dure ripercussioni per la Germania. Nel Pacifico, il Giappone acquisì le isole tedesche a nord dell'equatore (Isole Marshall, Caroline, Marianne, Palau) e Kiautschou/Tsingtao in Cina. L'articolo 156 dell'intesa trasferiva inoltre le concessioni tedesche nello Shandong al Giappone piuttosto che restituirle alla Repubblica di Cina, un evento che ebbe presto delle ripercussioni e divenne noto come questione dello Shandong. L'indignazione cinese per tale disposizione spinse alla proclamazione di manifestazioni e alla formazione di un gruppo culturale noto come Movimento del 4 maggio che spinse Pechino a non firmare il trattato. La Cina dichiarò la fine della sua guerra contro la Germania nel settembre 1919 e firmò un trattato separato con questa nel 1921. Questa situazione spinse Berlino a fare affidamento più sulla Cina che sul Giappone come partner strategico in Asia orientale per gli anni successivi.

### Riavvicinamento, Asse e seconda guerra mondiale (1920-1945)

#### Ripristino delle relazioni e questione cino-giapponese

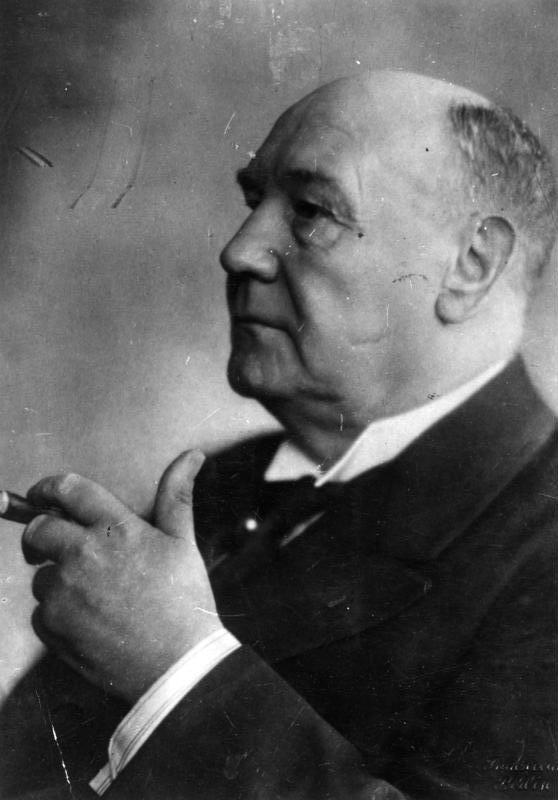
Come ambasciatore tedesco a Tokyo dal 1920 al 1928, Wilhelm Solf curò il ripristino di migliori relazioni diplomatiche con i giapponesi

Dopo che la Germania fu costretta a cedere la maggior parte dei suoi possedimenti nel Pacifico e nell'Asia al Giappone e con l'intensificarsi della cooperazione cino-tedesca, le relazioni tra Berlino e Tokyo cessarono quasi del tutto. Su iniziativa di Wilhelm Solf, ambasciatore tedesco in Giappone dal 1920 al 1928, lo scambio culturale tornò a riprendere vigore. Nel 1926 fu firmato un accordo culturale che portò al ripristino della "Società tedesco-giapponese" (1926), alla fondazione dell'"Istituto giapponese" a Berlino (1926), alla costituzione della "Società culturale giapponese-tedesca" "a Tokyo (1927), e successivamente anche la nascita dell'"Istituto di ricerca tedesco-giapponese" a Kyoto (1934). Sia la Francia che la Germania risultavano mete ambite per i nipponici che desideravano e potevano permettersi di studiare all'estero, poiché in entrambi i paesi, negli anni 1920, le rispettive valute fornivano un tasso di cambio molto conveniente. Poiché le università tedesche erano considerate superiori alle loro controparti francesi, l'80% degli studenti giapponesi che lasciavano il Sol Levante scelse quindi la Germania. In effetti, molti degli uomini affermatisi come esponenti di spicco del movimento pan-asiatico giapponese negli anni 1930 conseguì gli studiato nelle università tedesche negli anni 1920, cosa che spinse la storica giapponese Eri Hotta a notare una significativa influenza tedesca sul panasiatismo giapponese.
Il 30 gennaio 1933, il partito nazista di Adolf Hitler assunse il potere in Germania, abolendo il sistema democratico della Repubblica di Weimar nel giro dei primi due mesi del suo mandato. Questa svolta politica si rivelò non senza ripercussioni nelle relazioni tra Germania e Giappone. Nella primavera e di nuovo nell'autunno del 1933, le relazioni tedesco-giapponesi andarono incontro a una battuta d'arresto quando la Sturmabteilung (SA), un ramo para-militare del NSDAP, cominciò a malmenare gli asiatici che si formavano nelle università tedesche. Funzionari giapponesi e cinesi inveirono contro la propaganda sul "pericolo giallo" riportata sui quotidiani tedeschi, sui rapporti relativi ai piani nazisti per vietare le relazioni interrazziali e sulle continue violenze contro gli studenti asiatici in tutto il paese. Nell'ottobre 1933, il governo giapponese consigliò ai suoi cittadini di non visitare la Germania, asserendo che il paese non risultava sicuro per gli asiatici, così come, nel novembre 1933, il governo cinese lanciò un ammonimento simile. Il ministro degli esteri tedesco e capo dell'Auswärtiges Amt Konstantin von Neurath persuase Hitler a fermare la violenza delle SA contro gli asiatici, sottolineando che il capo di stato cinese Chiang Kai-shek stava minacciando di espellere la missione militare tedesca al fine di sostituirla con una francese. Per quanto riguarda il Giappone, Neurath constatò che era vantaggioso avere così tanti rampolli dell'élite giapponese che studiavano nelle università tedesche, evento che a lungo termine avrebbe costituito un vantaggio incalcolabile per la Germania. A quel tempo, tuttavia, Berlino vantava rapporti molto più affini con la Cina, la quale acquistava una quantità crescente di armi tedesche e il cui esercito nazionale rivoluzionario aveva ricevuto l'addestramento da una missione militare tedesca. Considerato lo scenario, si verificarono non solo le obiezioni dei giapponesi, ma anche le lamentele da parte del governo in carica cinese, desideroso di comprendere più a fondo le ragioni di Berlino.
Tra la fine del 1933 e l'inizio del 1934, ulteriori avversità nacquero quando il nuovo ambasciatore tedesco in Giappone e schietto sostenitore di una collaborazione tedesco-giapponese, Herbert von Dirksen, sostenne la nomina di Ferdinand Heye, membro del partito nazista e uomo d'affari poco raccomandabile, divenuto inoltre il commissario speciale tedesco per il commercio con lo Stato fantoccio giapponese del Manciukuò nel nord della Cina. L'interazione di Berlino con il Manchukuo fu spesso oggetto di controversia poiché, sebbene il suo riconoscimento diplomatico ufficiale richiesto dal Giappone avrebbe garantito l'instaurazione di relazioni più strette con i teutonici, i rapporti con la Cina ne sarebbero usciti gravemente compromessi. L'interesse di Hitler a mantenere la Cina come partner in quel momento divenne evidente quando rinnegò Heye, il quale aveva frattanto promesso senza alcuna garanzia il riconoscimento tedesco del Manciukuò al fine di monopolizzare il commercio tedesco nella regione sotto il suo nome. Nell'estate del 1935, Joachim von Ribbentrop, un funzionario della politica estera tedesca che operava indipendentemente dall'Auswärtiges Amt, insieme al suo amico, l'addetto militare giapponese in Germania, il generale Hiroshi Ōshima, progettò di allontanare dalle sabbie mobili la Germania promuovendo un'alleanza in chiave anticomunista che avrebbe unito tutte e tre le nazioni insieme. Tuttavia, il ministero degli affari esteri guidato da Konsantin von Neurath pose il veto a questo approccio, in quanto riteneva che le relazioni commerciali con la Cina fossero troppo importanti per essere messe a rischio da un patto a cui era improbabile che Chiang Kai-shek aderisse.
Più o meno in contemporanea, von Rippentrop negoziò l'accordo navale anglo-tedesco, un'intesa che causò un temporaneo deterioramento delle relazioni tedesco-giapponesi nel giugno del 1935, ovvero al momento della firma. All'epoca, molti politici nipponici, tra cui l'ammiraglio Isoroku Yamamoto (apertamente contrario a un'alleanza con la Germania nazista), rimasero interdetti da quello che appariva un tentativo della Germania di creare un'alleanza con la Gran Bretagna. Tuttavia, lo stato maggiore di Tokyo del tempo concluse che si trattava di uno stratagemma progettato per far guadagnare tempo ai nazisti al fine di eguagliare la marina britannica. In fondo, Hitler aveva già definito i suoi piani nel Mein Kampf, opera in cui identificava l'Inghilterra come un partner promettente, ma definiva anche il Giappone come un obiettivo della "comunità ebraica internazionale", e quindi un possibile alleato:
(Adolf Hitler, Mein Kampf (volume 1))

#### Consolidamento della cooperazione

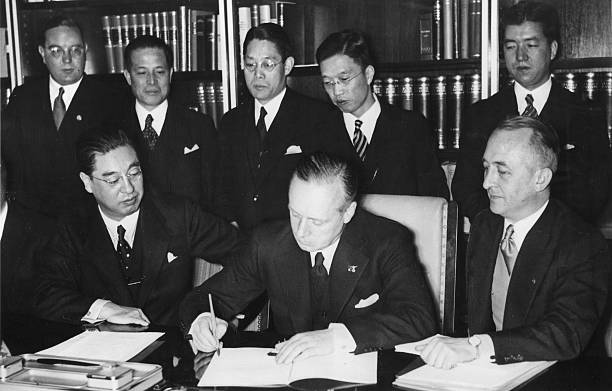
L'ambasciatore giapponese Kintomo Mushakoji e il ministro degli esteri della Germania nazista Joachim von Ribbentrop firmano il patto anticomintern nel 1936

I generali di Tokyo si preoccuparono con grande attenzione di assicurare l'approvvigionamento di risorse all'Impero dai territori posseduti (la cosiddetta sfera di co-prosperità della Grande Asia orientale). Si pianificò inoltre un nuovo progetto di espansione, ma si discusse della direzione degli attacchi: o verso nord, ai danni dell'Unione Sovietica (hokushin-ron), o a danno delle colonie francesi, olandesi e/o britanniche a sud (Nanshin-ron). Sapendo che Hitler intendeva estendere lo spazio vitale in Europa orientale, i conflitti con la Polonia e con l'URSS apparivano inevitabili.
Il primo consolidamento giuridico degli interessi comuni nipponico-teutonici avvenne nel 1936, quando i due paesi sottoscrissero il patto anticomintern, diretto contro l'Internazionale Comunista (Comintern) e, più nello specifico, a scapito di Mosca. Dopo la ratifica, il governo della Germania nazista incluse anche il popolo giapponese nel suo concetto di "ariani onorari". Yasuhito, principe Chichibu, partecipò poi al raduno di Norimberga del 1937 in Germania e incontrò di persona Adolf Hitler, con il quale cercò di rafforzare i rapporti personali. L'Italia fascista di Benito Mussolini aderì al patto nello stesso anno, muovendo così i primi passi verso la formazione del cosiddetto Asse tra Roma, Berlino e Tokyo.
La Germania preservò ancora per un po' la stretta cooperazione con il governo nazionalista cinese, fornendo altresì aiuti militari e assistenza di vario genere alla Repubblica di Cina. Le relazioni si inasprirono dopo lo scoppio della seconda guerra sino-giapponese il 7 luglio 1937 e quando la Cina poco dopo concluse il patto di non aggressione sino-sovietico con l'URSS. Nonostante la più vantaggiosa relazione economica sino-tedesca e la sua ammirazione nella lotta contro i comunisti locali, Hitler concluse che il Giappone si sarebbe rilevato un socio strategico maggiormente affidabile e scelse di porre fine alla sua alleanza con i cinesi come prezzo per ottenere un allineamento con il Giappone più moderno e potente a livello bellico. In un discorso del maggio 1938 pronunciato al Reichstag, Hitler annunciò il riconoscimento tedesco dello Stato fantoccio del Manciukuò e rinunciò alle rivendicazioni tedesche sulle ex colonie nel Pacifico allora detenute dall'impero giapponese. Hitler ordinò la fine delle spedizioni di armi in Cina, così come il richiamo di tutti gli ufficiali tedeschi assegnati all'esercito cinese. Nonostante una simile mossa, Hitler mantenne la sua percezione generale che né la civiltà giapponese né quella cinese fossero inferiori a quella tedesca: nel suo testamento scriveva infatti:
Le relazioni tra Giappone e Germania continuarono a rafforzarsi durante la fine degli anni Trenta e si verificarono diversi scambi culturali, sebbene motivati da ragioni politiche e propagandistiche. Si cercò di promuovere l'afflusso di giovani e avvennero numerose visite reciproche; per esempio, alla fine del 1938, la nave Gneisenau trasportava a bordo una delegazione di 30 membri della Gioventù hitleriana a Tokyo per una visita a scopo scientifico. Nel 1938 si cercò di adottare nuovi provvedimenti che permettessero di estendere la cooperazione bilaterale e fu iniziata la costruzione di un nuovo edificio dell'ambasciata giapponese a Berlino. Dopo che la precedente struttura dovette cedere il passo ai piani di Hitler e Albert Speer di rimodellare Berlino nella capitale mondiale della Germania, un nuovo e più pomposo edificio fu eretto in un quartiere diplomatico di recente costituzione vicino al Tiergarten. Ideato da Ludwig Moshamer sotto la supervisione di Speer, si trovava di fronte all'ambasciata italiana, conferendo così un'enfasi anche in chiave architettonica all'asse Roma-Berlino-Tokyo.

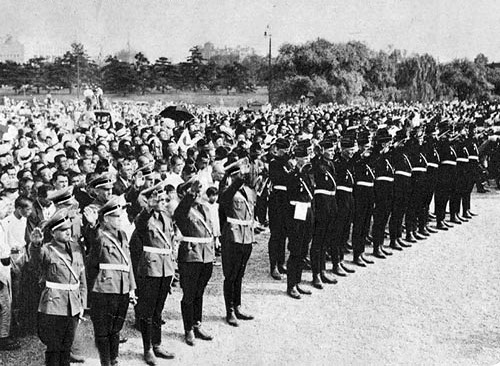
La gioventù hitleriana nel castello di Nijūbashi Edo tiene una simbolica cerimonia di saluto per Hirohito
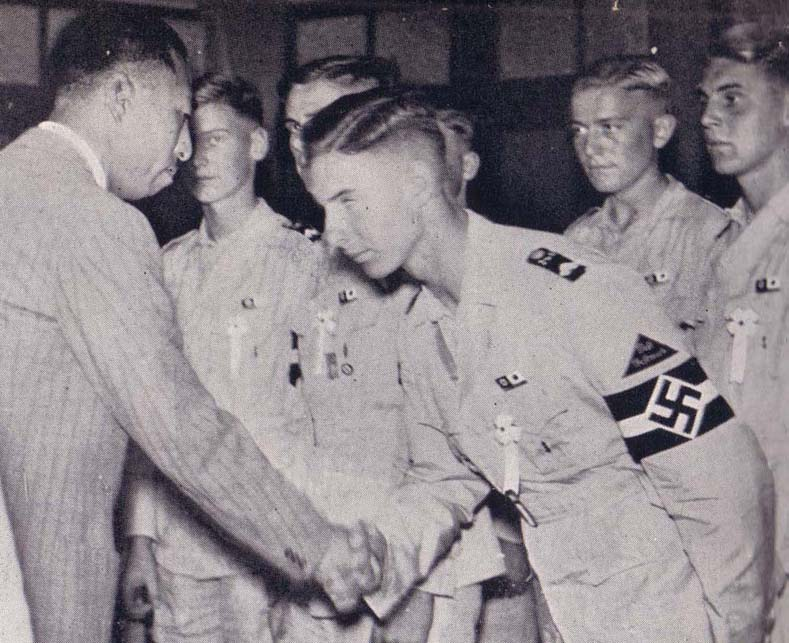
La gioventù hitleriana incontra il principe giapponese Fumimaro Konoe, agosto 1938
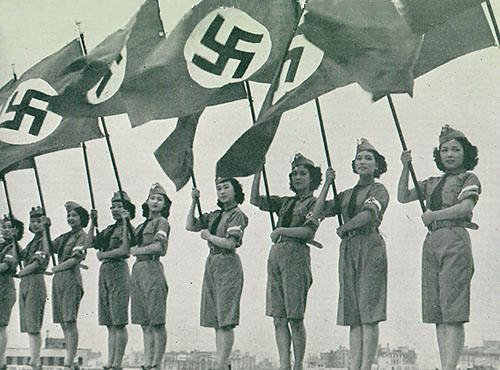
Le donne della squadra di ballo Nichigeki danno il benvenuto alla gioventù hitleriana al teatro Nichigeki di Tokyo

Sebbene il patto anticomintern del 1936 fosse stato stipulato chiaramente in funzione anti-sovietica, negli anni 1938-1939 il Sol Levante si era già deciso a non espandersi verso nord. L'Impero perse in maniera netta due battaglie di confine contro i sovietici, quella sul lago Chasan e Khalkin Gol, convincendo l'esercito imperiale giapponese, al tempo privo di carri armati pesanti e altri pezzi di artiglieria, non sarebbe stato in grado di competere con l'Armata Rossa in quel momento. Una volta comprese le perplessità dei nipponici, il Führer non si fece prendere dal panico, poiché credeva ancora che essi si sarebbero uniti alla Germania in una futura guerra contro l'Unione Sovietica, sia invadendo attivamente la Siberia sudorientale, sia esercitando virtuali pressioni sull'Armata Rossa. Quest'ultima era infatti in costante allerta per via del grosso stanziamento di truppe nel Manciukuò dell'armata del Kwantung, composta da circa 700 000 uomini alla fine degli anni 1930.
In contrasto con i suoi piani originali e proprio quando il Giappone stava effettuando alcuni estenuanti negoziati con gli USA, Hitler decise di cooperare temporaneamente con i sovietici: a tal fine, vide la luce il patto Molotov-Ribbentrop, firmato nell'agosto del 1939. Né il Giappone né l'Italia erano stati informati in anticipo del patto della Germania con i sovietici, a dimostrazione della sempiterna velata sfiducia della Germania nazista nei confronti dei suoi alleati. Dopotutto, il patto non solo ripartiva la Polonia e i Paesi baltici tra i due firmatari in un protocollo segreto, ma rendeva di fatto il patto anticomintern più o meno irrilevante. Al fine di scacciare la tensione nata dal timore della costituzione di un assolutamente inatteso asse Berlino-Mosca, con il Giappone si sottoscrisse nel novembre del 1939 l'"Accordo di cooperazione culturale", solo poche settimane dopo che la Germania e l'URSS avevano concluso la propria spartizione della Polonia e la Gran Bretagna e la Francia dichiararono guerra alla Germania.
L'anno successivo anche il Giappone portò avanti i suoi progetti di espansione. L'occupazione dell'Indocina francese il 22 settembre 1940 (a quel tempo amministrata dal governo di Vichy), e il sanguinoso conflitto in corso con la Cina misero a dura prova le relazioni diplomatiche con Stati Uniti. Il 26 luglio 1940, Washington DC aveva approvato l'Export Control Act, tagliando le esportazioni di petrolio, ferro e acciaio in Asia. Questa politica di contenimento doveva costituire l'avvertimento di Washington al Giappone per cui qualsiasi ulteriore espansione militare avrebbe comportato nuove sanzioni. Tuttavia, tali provvedimenti finirono con il far propendere i generali giapponesi della necessità di ricercare un alleato affidabile, individuato proprio nella Germania.

#### Formazione dell'Asse
Con la Germania nazista che non solo aveva conquistato la maggior parte dell'Europa continentale inclusa la Francia, ma sembrava seriamente intimorire anche la Gran Bretagna, Tokyo interpretò la situazione in Europa come la prova di un'indiscutibile e fatale debolezza delle democrazie occidentali. Lo stato maggiore giapponese si convinse che il momento favorevole andava sfruttato, ragion per cui gli scambi con Berlino si intensificarono. Il Führer, da par sua, temeva uno stallo duraturo con la Gran Bretagna in quanto intento a pianificare un'invasione dell'Unione Sovietica. Date le circostanze, a cui vanno aggiunte a una carenza di materie prime e di approvvigionamento, aumentò l'interesse di Berlino a stringere un'alleanza più forte con il Sol Levante. Il ministro degli esteri tedesco Joachim von Ribbentrop fu inviato a negoziare un nuovo trattato con il Giappone, i cui legami con Germania e Italia, le tre nazioni che presto sarebbero stati chiamate "Potenze dell'Asse", furono cementati con il patto tripartito del 27 settembre 1940.
Lo scopo dell'accordo, diretto contro una potenza anonima che si presume fossero gli Stati Uniti, era quello di dissuaderla dal sostenere la Gran Bretagna, rafforzando così non solo la causa della Germania e dell'Italia nella campagna del Nordafrica e nel teatro del Mediterraneo, ma indebolendo anche le colonie britanniche nel sud-est asiatico in attesa di un'invasione giapponese. Il trattato affermava che i tre paesi avrebbero rispettato la "sovranità" reciproca nelle rispettive sfere di influenza e si sarebbero assistiti a vicenda se attaccati da una minaccia esterna. Tuttavia, i conflitti già in corso alla firma del patto risultarono espressamente esclusi. Estrapolando il testo, se ne poteva desumere che l'aggressione da parte di uno Stato membro verso un Paese non membro non avrebbe comportato alcun obbligo ai sensi del patto. Queste limitazioni paiono testimoniare il momento di maggiore intesa tra Berlino e Tokyo, in virtù delle ideologie militariste, espansioniste e nazionaliste condivise dei rispettivi esecutivi.

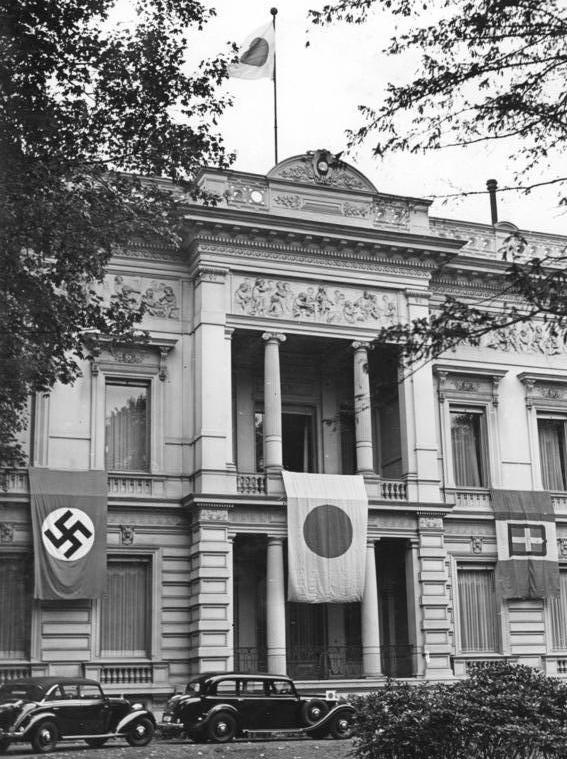
L'ambasciata giapponese a Berlino con su esposte le bandiere dei tre firmatari del patto tripartito nel settembre 1940

Un limite importante nell'alleanza tedesco-giapponese riguardava la differenza tra le politiche delle due nazioni nei confronti degli ebrei. Dato che l'atteggiamento ben noto della Germania nazista era l'estremo antisemitismo, il Giappone si astenne dall'adottare una posizione simile. Il 31 dicembre 1940, il ministro degli esteri giapponese Yōsuke Matsuoka, forte sostenitore del patto tripartito, disse a un gruppo di uomini d'affari ebrei:
(Yōsuke Matsuoka (31 dicembre 1940))
In una nota simile, entrambe le nazioni avrebbero continuato a occultare alle masse i crimini di guerra commessi dall'altra parte per il resto della guerra. L'Olocausto venne sistematicamente tenuto nascosto dalle autorità nipponiche, proprio come i crimini di guerra giapponesi, quali ad esempio quelli effettuati in Cina, non apparvero mai su quotidiani tedeschi. A testimoniare come le bocche dei politici tedeschi fossero cucite, si pensi che il massacro di Nanchino del 1937 fu denunciato da un imprenditore, John Rabe. In seguito, a Rabe fu intimato di tornare a Berlino e tutti i suoi rapporti furono celati e poi vietata ogni ulteriore discussione sull'argomento.
Tuttavia, dopo la firma del patto tripartito, aumentarono le visite reciproche di natura politica e militare. Dopo che l'aviatore ed esperto di paracadutisti Ernst Udet visitò il Giappone nel 1939 per ispezionare le forze aeree giapponesi, riferendo a Hermann Göring che "i piloti giapponesi, sebbene coraggiosi e volenterosi, non sono gente avvezza al volo", il generale Tomoyuki Yamashita ricevette il compito di riorganizzare il servizio aeronautico alla fine del 1940. A tal fine, Yamashita si recò a Berlino nel gennaio 1941, rimanendovi per quasi sei mesi. Egli ispezionò la linea Maginot e le fortificazioni tedesche sulla costa francese, osservò gli addestramenti della Luftwaffe e partecipò persino a un'incursione aerea sulla Gran Bretagna dopo aver decorato Hermann Göring, capo dell'aeronautica, con l'onorificenza dell'"ordine del Sol Levante". Inoltre, il generale Yamashita incontrò e discusse con Hitler, di cui parlò nei seguenti termini:
(Gen. Tomoyuki Yamashita (1940))
Secondo Yamashita, Hitler promise di ricordare il Giappone nel suo testamento, istruendo i tedeschi "a legarsi in eterno allo spirito giapponese".
L'11 novembre 1940, le relazioni tedesco-giapponesi, così come i piani del Giappone di espandersi verso meridione nel sud-est asiatico, furono ancor di più rafforzati quando l'equipaggio dell'incrociatore ausiliario tedesco Atlantis salì a bordo della nave mercantile britannica SS Automedon: in essa furono rinvenuti quindici sacchi postali classificati per il Comando dell'Estremo Oriente britannico, inclusi rapporti di intelligence navale contenenti l'ultima constatazione della forza militare dell'Impero giapponese in Estremo Oriente, insieme ai dettagli delle unità della Royal Air Force, forze navali e altre informazioni sulle difese presenti a Singapore. Il quadro dipinto faceva trapelare il timore delle forze britanniche in relazione ai nipponici, superiori numericamente. La posta raggiunse l'ambasciata tedesca a Tokyo il 5 dicembre, per poi essere trasportata di persona in Europa tramite la ferrovia transiberiana. Su iniziativa dell'addetto navale tedesco Paul Wenneker, una copia andò ai giapponesi e fornì preziose informazioni prima che iniziassero le ostilità contro le potenze occidentali. Il capitano dell'Atlantis, Bernhard Rogge, fu ricompensato per questo con una katana da samurai decorata; gli unici altri tedeschi onorati con una simile onorificenza furono Hermann Göring e il feldmaresciallo Erwin Rommel.
Dopo aver letto i documenti confiscati, il 7 gennaio 1941 l'ammiraglio giapponese Yamamoto scrisse al ministro della marina chiedendo se, nel caso in cui il Giappone avesse messo fuori combattimento l'America, le forze britanniche e olandesi rimanenti sarebbero state adeguatamente indebolite per consentire ai giapponesi di sferrare il colpo finale. In tal modo il Nanshin-ron, il progetto della marina giapponese di condurre una campagna a sud, ottenne svariati sostenitori e si decise di portarlo avanti.

#### Blocco del coordinamento dei piani di guerra congiunti

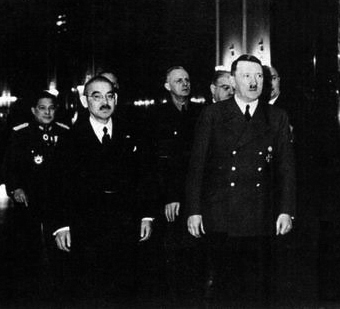
Il ministro degli esteri giapponese Yōsuke Matsuoka in visita a Berlino alla fine di marzo 1941

Hitler stava nel frattempo concludendo i preparativi per l'"operazione Barbarossa", il piano d'invasione dell'Unione Sovietica. Al fine di sostenere direttamente o indirettamente il suo imminente attacco verso est, il Führer aveva ripetutamente suggerito al Giappone di riconsiderare i piani per un attacco all'Estremo Oriente sovietico per tutto il 1940 e il 1941. Nel febbraio 1941, a seguito dell'insistenza di Hitler, il generale Oshima tornò a Berlino come ambasciatore. Il 5 marzo 1941, Wilhelm Keitel, capo dell'OKW emise l'"ordine di base numero 24 riguardante la collaborazione con il Giappone":
2. Per preparare la strada alla collaborazione è essenziale rafforzare il potenziale militare giapponese con tutti i mezzi disponibili. A tal fine, gli Alti Comandi dei rami delle Forze Armate si conformeranno in modo completo e disponibile alla volontà giapponese di ottenere informazioni sull'andamento del conflitto, sull'esperienza di combattimento tedesca e sull'assistenza in economia militare e in questioni tecniche. La reciprocità è auspicabile, ma questo fattore non dovrebbe ostacolare i negoziati. La priorità dovrebbe naturalmente essere data a quelle richieste nipponiche che avrebbero l'applicazione più immediata nel fare la guerra. In casi particolari il Führer si riserva di decidere autonomamente.

3. L'armonizzazione dei piani operativi delle due parti è responsabilità dell'alto comando navale. Ciò sarà soggetto ai seguenti principi guida:

a. Lo scopo comune della condotta di guerra deve essere sottolineato come costringere l'Inghilterra a scendere rapidamente a terra e quindi tenere gli Stati Uniti fuori dalla guerra. Al di là di questo, la Germania non ha interessi politici, militari o economici in Estremo Oriente, il che darebbe motivo di eventuali riserve riguardo alle intenzioni giapponesi.

b. I grandi successi ottenuti dal Reich nella guerra mercantile la fanno sembrare particolarmente adatta [il soggetto è la collaborazione] ad impiegare ingenti forze giapponesi per lo stesso scopo. A questo proposito, ogni opportunità per sostenere la guerra mercantile tedesca deve essere sfruttata.

c. Le materie prime delle potenze del patto richiedono che il Giappone acquisisca il possesso di quei territori di cui ha bisogno per finanziare la guerra, soprattutto se intervengono gli Stati Uniti. Le spedizioni di gomma devono essere effettuate anche dopo l'entrata in guerra del Giappone, poiché sono di vitale importanza per la Germania.

d. La conquista di Singapore come posizione chiave britannica in Estremo Oriente comporterebbe un successo decisivo per l'intera condotta bellica delle tre potenze. Inoltre, gli attacchi ad altre basi della marina britannica - uniti a quelli contro gli statunitensi in casi questi si unissero - comporteranno l'indebolimento del potere nemico in quella regione; allo stesso modo, verranno meno gli aiuti provenienti da altre potenze locali quali l'Australia. Non è ancora possibile fissare una data per l'inizio delle discussioni operative.

4. Nelle commissioni militari che saranno formate in conformità con il patto tripartito, solo le questioni sopraccitate vanno trattate, in quanto riguardano tutte le tre potenze partecipanti. Come si intuisce, concernono perlopiù materie economiche e l'elaborazione dei dettagli è responsabilità della commissione principale, con la collaborazione dell'Alto Comando delle Forze Armate.

5. Ai giapponesi non deve essere data alcuna notizia dell'operazione Barbarossa.»

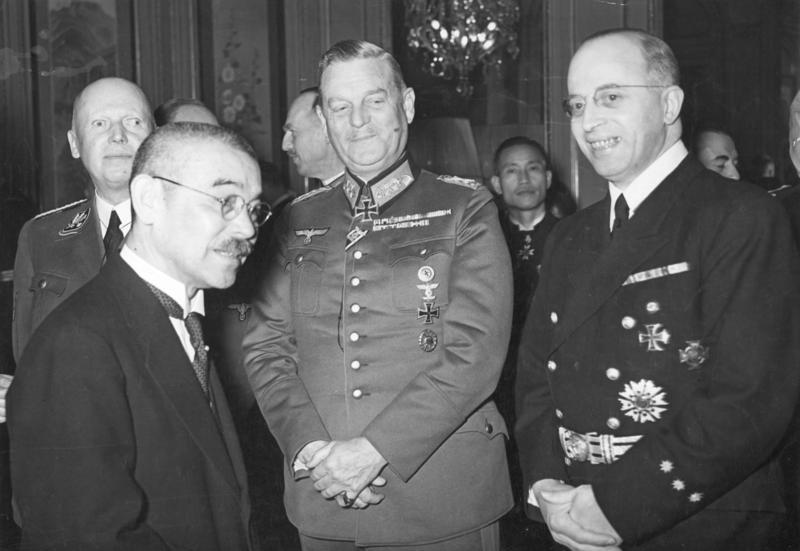
Matsuoka con il feldmaresciallo Wilhelm Keitel (al centro) e l'ambasciatore Heinrich Georg Stahmer (a destra) a un ricevimento nell'ambasciata giapponese a Berlino il 29 marzo 1941

Il 18 marzo 1941, in una conferenza alla quale parteciparono Hitler, Alfred Jodl, Wilhelm Keitel ed Erich Raeder, l'ammiraglio Raeder dichiarò:
(Amm. Erich Reader (18 marzo 1941))
Nei colloqui che coinvolgevano Hitler, il suo ministro degli esteri Joachim von Ribbentrop, la sua controparte giapponese a quel tempo, Yōsuke Matsuoka, nonché i rispettivi ambasciatori di Berlino e Tokyo, Eugen Ott e Hiroshi Ōshima, la rappresentanza tedesca accennò in più occasioni, senza però farvi apertamente riferimento, ad un'invasione dell'Unione Sovietica da est o all'attacco delle colonie britanniche nel sud-est asiatico, azione che avrebbe permesso all'impero britannico di doversi preoccupare su più fronti contemporaneamente. Sebbene la Germania si fosse chiaramente dimostrata una sostenitrice di un attacco del Giappone all'URSS, la mano non fu mai forzata, come dimostra la dichiarazione di Hitler all'ambasciatore Ōshima del 2 giugno 1941:
(Adolf Hitler all'ambasciatore Oshima (2 giugno 1941))
Matsuoka, Ōshima e la delegazione dell'esercito imperiale giapponese possono considerarsi come i fautori dell'hokushin-ron, la strategia che prevedeva di espandersi a nord del Giappone per spingersi nella Siberia orientale. Tuttavia, l'influenza di figure di spicco quali il ministro della guerra Hideki Tōjō, costantemente sotto la pressione della marina imperiale giapponese, optò per proseguire le operazioni verso sud già nel 1940, per sfruttare la fragilità delle potenze europee nei ricchi possedimenti del sud-est asiatico. Al fine di non doversi occupare di assalti alla retroguardia mentre ci si espandeva verso sud e per dimostrare intenzioni pacifiche anche alla Germania, fu firmato a Mosca il 13 aprile 1941 il patto nippo-sovietico di non aggressione da Matsuoka durante il suo viaggio di ritorno da una visita a Berlino. Iosif Stalin poco confidava nell'impegno del Giappone a preservare la neutralità, ma sentiva che l'intesa era importante per un suo simbolismo politico. Hitler, non informato in anticipo dai giapponesi, male interpretò lo scenario diplomatico e pensò che il suo attacco all'URSS avrebbe giovato enormemente il Sol Levante nella sua campagna espansionistica, facendo seriamente preoccupare a quel punto gli statunitensi dei progressi degli asiatici. Di conseguenza, la Germania nazista proseguì con i preparativi dell'operazione Barbarossa scatenata due mesi dopo, il 22 giugno, senza alcun preavviso specifico agli alleati dell'Asse.
Dal punto di vista del Giappone, l'attacco alla Russia rese quasi invalido il patto tripartito, poiché l'Impero aveva assecondato la Germania per mantenere buoni rapporti con Mosca in modo da escludere qualsiasi minaccia dalla Siberia. Il primo ministro Fumimaro Konoe si sentì tradito, in quanto intuì che i teutonici non si fidassero abbastanza dei loro alleati, e molto scettico sulla possibilità evidenziata qualche mese prima da parte della Germania, come affermato in un rapporto dell'aprile del 1941, "di poter sconfiggere la Russia". Il ministro degli esteri Matsuoka, d'altro canto, cercò vivamente di convincere l'imperatore, il governo e il personale dell'esercito di colpire subito l'URSS. Tuttavia, i suoi colleghi respinsero qualsiasi proposta del genere, tacciandolo di essere "il burocrate di Hitler" e fecero notare che l'esercito giapponese, in virtù della fragilità dei carri armati a disposizione, non avrebbe potuto competere con i sovietici in virtù della loro superiorità tecnologica: muoversi nella Kamčatka sarebbe stato possibile solo quando la Wehrmacht avesse spinto in maniera lapalissiana l'Armata Rossa sull'orlo della sconfitta.
Più tardi, Konoe rimosse Matsuoka dal suo gabinetto e intensificò nuovamente i negoziati del Giappone con gli Stati Uniti, che tuttavia fallirono ancora per via delle incomprensioni relative alla Cina e all'Indocina, e sulla richiesta avanzata dagli americani agli asiatici di ritirarsi dal patto tripartito senza preavviso. Non ricevendo alcun segnale positivo da Washington, Matsuoka sentiva che il suo governo aveva bisogno di rassicurare la Germania sulla sua fedeltà al patto. A Berlino, Ōshima ricevette l'ordine di comunicare al ministro degli esteri tedesco Ribbentrop che "il governo giapponese ha deciso di assicurarsi un punto d'appoggio in Indocina francese [nella parte meridionale] per consentire di rafforzare ulteriormente la sua pressione su Gran Bretagna e USA" e di presentare questa prospettiva come un "prezioso contributo al fronte comune", promettendo infine che "Noi giapponesi non staremo seduti con le mani in mano mentre voi tedeschi fronteggiate i russi".

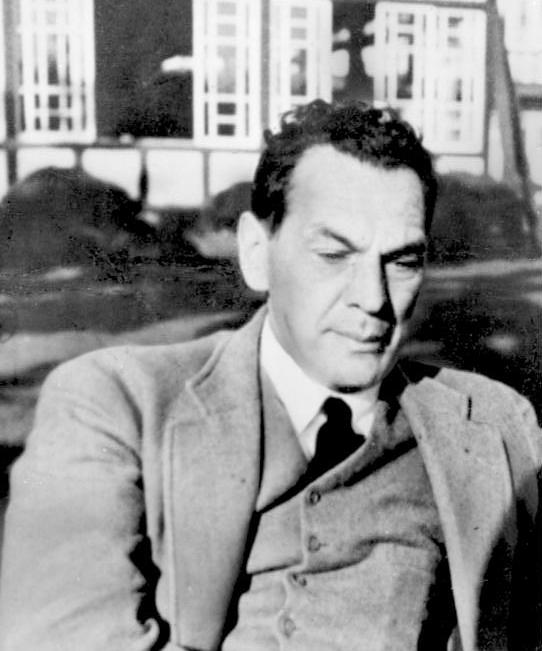
La spia sovietica Richard Sorge rivelò la riluttanza del Giappone a cooperare con Hitler contro l'URSS nel settembre 1941

Durante i primi mesi, i progressi della Germania nella Russia sovietica (sia nei Paesi baltici che in Ucraina) risultarono impensabili e la necessità per Stalin di trasferire le truppe a protezione della Siberia sud-orientale da un eventuale attacco giapponese alla probabile difesa di Mosca crebbe. L'esercito giapponese del Kwantung nel Manciukuò fu costantemente tenuto in allerta e, nei colloqui con il ministro degli esteri tedesco Ribbentrop, l'ambasciatore Oshima a Berlino accennò spesso a un "imminente attacco giapponese" contro l'URSS. In realtà, tuttavia, lo stato maggiore a Tokyo in quel momento non aveva in alcun modo cambiato idea e queste dichiarazioni furono mirate perlopiù a creare l'illusione di una minaccia orientale per l'Unione Sovietica nel tentativo di mobilitare le divisioni siberiane. Senza che Giappone e Germania lo avessero scoperto, Richard Sorge, una spia sovietica travestita da giornalista tedesco che lavorava per Eugen Ott, l'ambasciatore tedesco a Tokyo, avvisò l'Armata Rossa il 14 settembre 1941, che i giapponesi non avrebbero attaccato l'Unione Sovietica fino a quando:
- Mosca fosse stata espugnata;
- La dimensione dell'armata del Kwantung avrebbe superato di tre volte quella delle forze dell'Estremo Oriente dell'Unione Sovietica;
- Una guerra civile sarebbe scoppiata in Siberia.[62]

Verso la fine di settembre 1941, Sorge trasmise le informazioni che il Giappone non avrebbe avviato le ostilità contro l'URSS a est, liberando così le divisioni dell'Armata Rossa di stanza in Siberia per la difesa di Mosca. Nell'ottobre 1941 Sorge fu smascherato e arrestato dai giapponesi: in virtù delle sue abilità, riuscì a guadagnarsi la completa fiducia dell'ambasciatore tedesco Eugen Ott, tanto che gli era stato permesso di accedere alle comunicazioni riservate da Berlino nell'ambasciata di Tokyo. Alla fine, questo coinvolgimento avrebbe portato Heinrich Georg Stahmer a rimpiazzare Ott nel gennaio 1943. Sorge sarebbe stato giustiziato nel novembre 1944 e ricordato come eroe nazionale nell'Unione Sovietica.

#### Ingresso in guerra del Giappone
Nel settembre 1941, il Giappone iniziò la sua espansione verso sud estendendo la sua presenza militare nell'Indocina meridionale e aumentò in modo significativo il numero di personale e mezzi aerei di stanza. Ciò spinse gli Stati Uniti, il Regno Unito e altri governi occidentali a congelare i beni giapponesi: gli USA, che fornivano l'80%-90% del petrolio giapponese, risposero ponendo un embargo petrolifero completo sull'impero. Di conseguenza, il Sol Levante dovette scegliere tra l'abbandono delle sue ambizioni nel sud-est asiatico e la prosecuzione della guerra in Cina, o l'appropriazione delle risorse naturali di cui aveva bisogno con la forza. L'esercito giapponese non considerava la prima come un'opzione valida, in quanto attaccare l'URSS invece di espandersi nell'Asia meridionale appariva una soluzione sempre più impopolare dopo l'umiliante sconfitta del Giappone nella battaglia di Khalkin Gol nel 1939. Inoltre, molti ufficiali consideravano l'embargo petrolifero americano una tacita dichiarazione di guerra: in virtù delle dure misure imposte, l'autorità giapponese appariva a quel punto ancora più determinata a rimanere in Cina, in regioni tra l'altro ricche di materie prime. La Germania declinò di vendere al Giappone i progetti per produrre carburante sintetico, ragion per cui l'unica speranza del Giappone di ottenere combustibile fossile risultava invadere le Indie orientali olandesi, evento che però avrebbe portato alla guerra con gli anglosassoni. Per riportare successo, i nipponici avrebbero dovuto neutralizzare la potente flotta statunitense del Pacifico, in modo da impedirle di interferire con i futuri movimenti nel sud-est asiatico e negoziare i termini di pace in virtù della vittoria ottenuta. Hitler e Ribbentrop concordarono sul fatto che la Germania avrebbe quasi certamente avuto un nuovo nemico quando i giapponesi accennarono per la prima volta la loro intenzione di entrare in guerra con gli Stati Uniti il 17 novembre 1941.

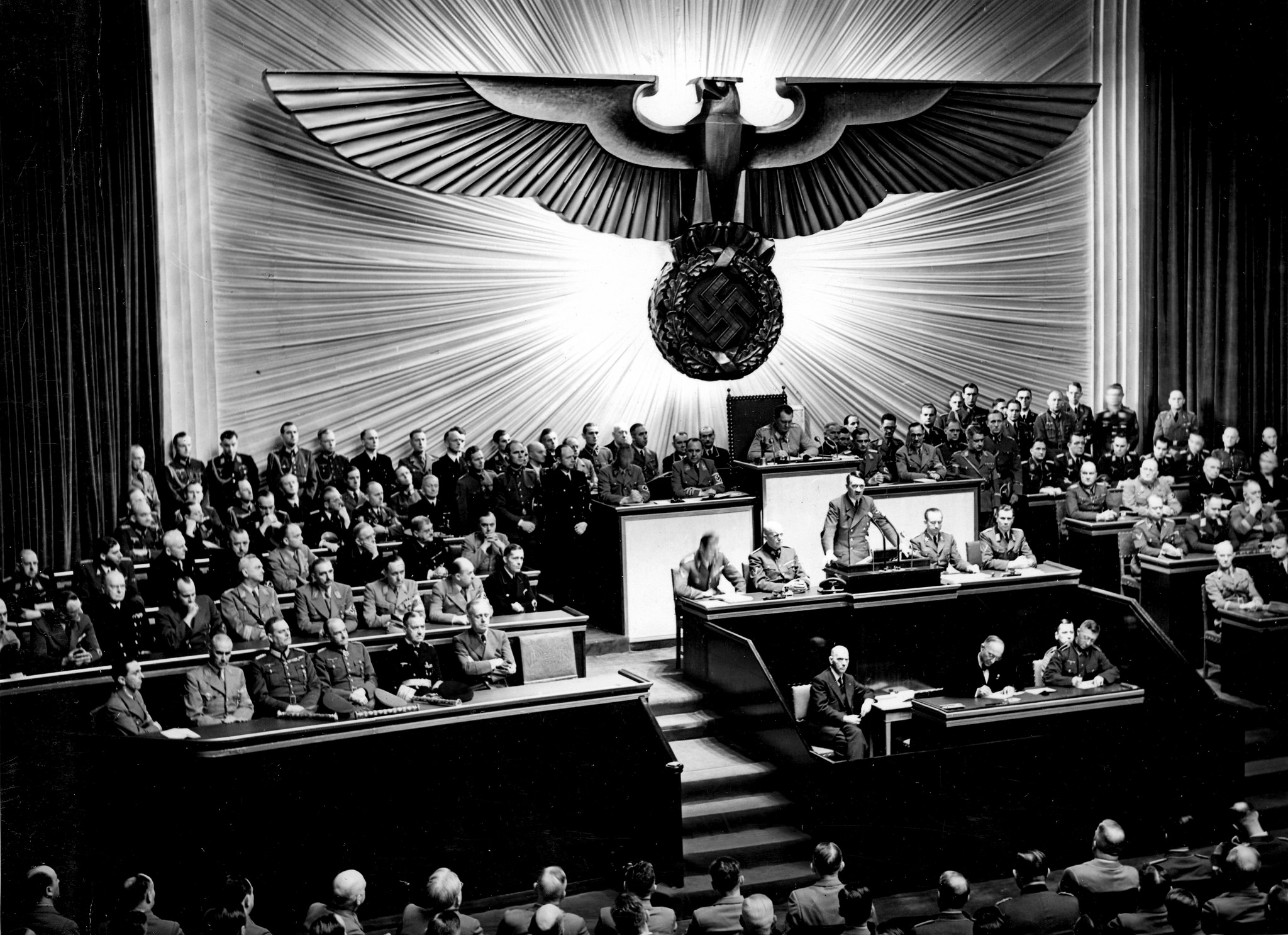
Adolf Hitler dichiara guerra agli Stati Uniti l'11 dicembre 1941 sulla scia dell'attacco a Pearl Harbor

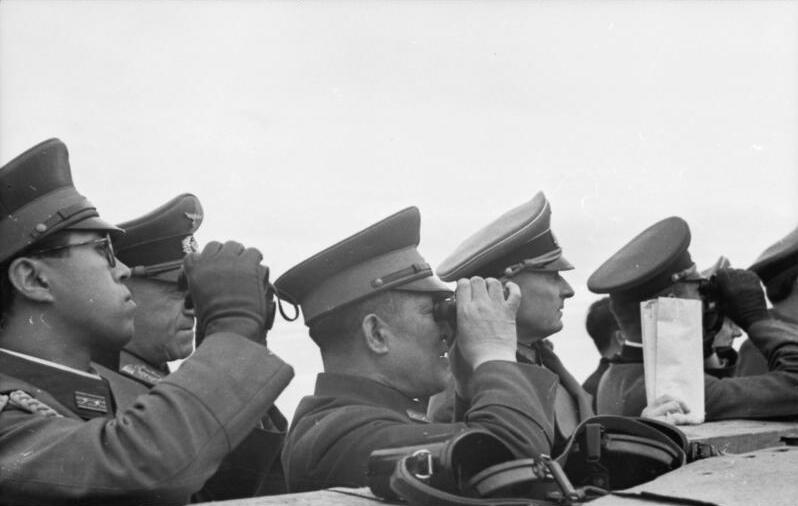
Ufficiali tedeschi e giapponesi, incluso l'ambasciatore Ōshima (al centro), visitano il Vallo Atlantico nel sud della Francia nel settembre 1943

Il 25 novembre, il Reich cercò di consolidare ulteriormente l'alleanza contro la Russia sovietica rilanciando ufficialmente il patto anticomintern del 1936, cui ora si unirono ulteriori firmatari, ovvero Ungheria e Romania. Tuttavia, con le truppe bolsceviche poste a guardia di Mosca e rinforzate dalle divisioni della Siberia orientale, l'offensiva della Germania rallentò sostanzialmente con l'inizio dell'inverno russo nel novembre e dicembre 1941. Di fronte al fallimento della guerra lampo, la fiducia di Hitler in una conclusione positiva e rapida degli scontri diminuì, specialmente con una Gran Bretagna sostenuta dagli Stati Uniti che poteva rappresentante una minaccia costante sul fronte occidentale del Reich. Inoltre, pareva abbastanza chiaro che la "neutralità" mantenuta da Washington fino a quel momento superficialmente si sarebbe presto trasformata in un appoggio aperto e incondizionato alla Gran Bretagna contro la Germania. Nonostante le perplessità appena esposte, il Führer accolse con favore l'inattesa entrata in guerra del Giappone con l'attacco aereo alla base navale americana di Pearl Harbor il 7 dicembre 1941 e la sua successiva dichiarazione di guerra agli Stati Uniti e alla Gran Bretagna, proprio mentre l'esercito nazista subì la sua prima sconfitta militare alle porte di Mosca. Dopo aver appreso dell'attacco riuscito del Giappone, Hitler si spinse persino ad affermare in pubblico: "Con un alleato così capace non possiamo perdere questa lotta". Prima dell'attacco del 7 dicembre, numerosi erano comunicati scambiati tra Berlino e Tokyo. I rispettivi ambasciatori Ott e Ōshima si misero in azione per redigere un emendamento al patto tripartito, in virtù del quale Germania, Giappone e Italia avrebbero dovuto impegnarsi reciprocamente nel caso in cui uno dei firmatari sarebbe stato attaccato dagli USA. Sebbene il protocollo fosse terminato in tempo, questo non sarebbe stato formalmente firmato dalla Germania se non quattro giorni dopo l'incursione a Pearl Harbor. Tra i comunicati inviati in quella fase di riscontra un ulteriore rifiuto giapponese a impegnarsi in un conflitto contro l'URSS:
(Comunicato giapponese a Berlino (dicembre 1941))
Tenute nascoste le incomprensioni, pubblicamente lo stato maggiore teutonico continuò a riservare parole di grande sostegno all'alleato asiatico e l'ambasciatore Ōshima divenne uno dei soli otto destinatari della Gran Croce dell'Ordine dell'Aquila tedesca in oro, consegnata dallo stesso Hitler, il quale gli avrebbe detto:
(Adolf Hitler su Pearl Harbor (dicembre 1941))
Sebbene l'emendamento al patto tripartito non fosse ancora in vigore, Hitler scelse di dichiarare guerra agli Stati Uniti e ordinò al Reichstag, insieme all'Italia, di farlo l'11 dicembre 1941, tre giorni dopo la dichiarazione di guerra degli Stati Uniti contro l'Impero giapponese. La decisione di "sparare a vista" presa da Franklin Delano Roosevelt nel settembre 1941 aveva di fatto dato il via alla guerra navale contro la Germania e l'Italia. Hitler non poteva più ignorare la quantità di aiuti economici e militari che gli Stati Uniti stavano riservando alla Gran Bretagna e all'URSS. Scongiurata la possibilità di un attacco coordinato contro l'Unione Sovietica, la dichiarazione di guerra della Germania rafforzò comunque ulteriormente la cooperazione dell'Asse e mostrò la solidarietà della Germania con il Giappone, incoraggiato a quel punto a cooperare contro gli inglesi. In un certo qual modo, gli scontri nel sud-est asiatico e nel Pacifico nei mesi successivi a Pearl Harbor, tra cui l'affondamento della Prince of Wales e della Repulse, la battaglia di Singapore, quella di Hong Kong e quella della Birmania, in aggiunta alle incursioni nell'Oceano Indiano così come in Australia, assestarono un duro colpo al Regno Unito e preoccuparono gli Alleati, spostando le risorse britanniche, australiane e americane lontano dalla battaglia dell'Atlantico e la campagna del Nordafrica. Inoltre, diverse truppe dell'Impero britannico salutarono il Nord Africa per raggiungere il teatro del Pacifico, ma si trattava spesso di reclute inesperte. Approfittando della situazione, gli Africa Korps di Erwin Rommel riportarono dei successi solo sei settimane dopo Pearl Harbor, riuscendo a giungere a est fino a El Alamein.

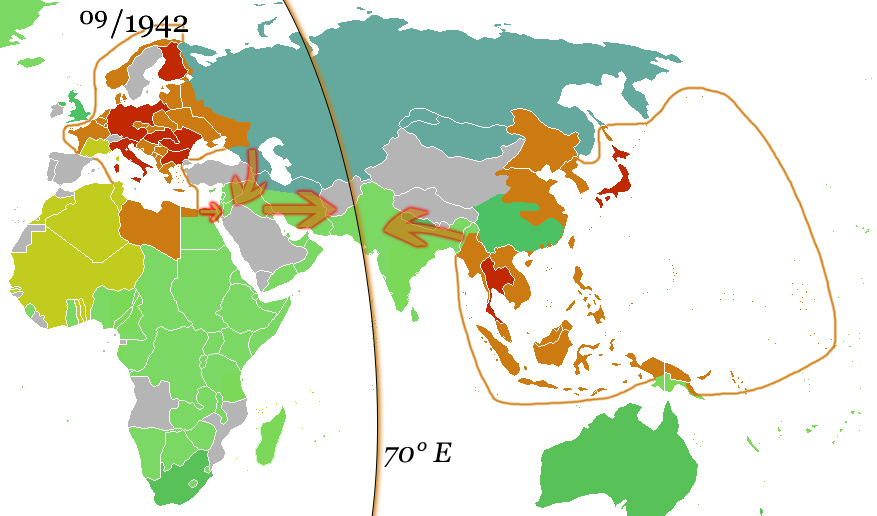
Sfere di influenza tedesche e giapponesi al momento della loro massima estensione nell'autunno del 1942. Le frecce mostrano i movimenti pianificati verso una linea di demarcazione concordata a 70° E, ma questa non fu mai nemmeno approssimata

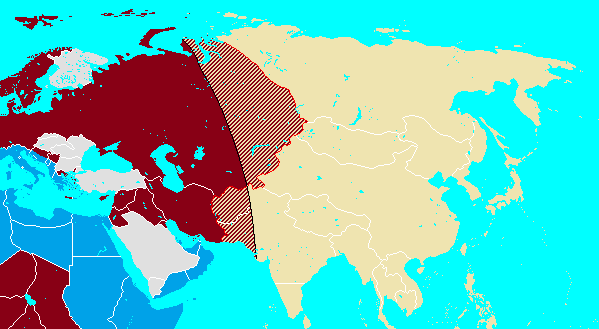
La ripartizione dell'Eurasia così come immaginata dalla Germania nazista e dall'Impero del Giappone

Fino all'attacco all'Unione Sovietica, Germania e Giappone scambiarono materiali e personale utilizzando la ferrovia Transiberiana. In seguito, i sottomarini della marina nipponica dovevano essere inviati nelle cosiddette missioni Yanagi (Salice), poiché le marine americane e britanniche resero il mare aperto troppo pericoloso per le navi cargo dell'Asse. Tuttavia, date le limitate capacità dei sottomarini, gli occhi furono presto puntati direttamente sul Mediterraneo, il Medio Oriente e l'India britannica, tutti centri vitali per lo sforzo bellico britannico. A lungo termine, la Germania e il Giappone immaginarono di descrivere un percorso che attraversasse il subcontinente indiano controllato dai britannici per svolgere, grazie allo scambio di armi e risorse, ipotetiche operazioni militari congiunte. Dopo tutto, la scelta dei potenziali collaboratori commerciali era assai limitata durante la guerra e la Germania aveva estremo bisogno di gomma e metalli preziosi, mentre i giapponesi ricercavano prodotti industriali, attrezzature tecniche e prodotti chimici. Nell'agosto 1942 l'avanzata tedesca in Nord Africa rese possibile un'offensiva contro Alessandria e il canale di Suez, che a sua volta aveva il potenziale per consentire il commercio marittimo tra l'Europa e il Giappone attraverso l'Oceano Indiano. D'altra parte, di fronte alla sua sconfitta nella battaglia delle Midway nel giugno 1942 con la perdita di quattro portaerei, la marina giapponese decise di perseguire tutte le opzioni di ottenere risorse aggiuntive al fine di ricostruire in fretta le sue forze. Di conseguenza, all'ambasciatore Ōshima a Berlino fu intimato di presentare un vasto "carrello della spesa" che indicasse grandi quantità di acciaio e alluminio da spedire in Asia. Il ministro degli esteri tedesco Ribbentrop declinò senza pensarci due volte alla proposta di Tokyo, poiché tali risorse erano vitali per l'industria nazista. Tuttavia, al fine di ottenere il sostegno nipponico per un nuovo accordo commerciale tedesco-giapponese, che avrebbe dovuto altresì garantire i diritti delle attività imprenditoriali tedesche nel sud-est asiatico, chiese a Hitler di accettare almeno in parte sulle richieste giapponesi. Ci vollero altri cinque mesi di trattative sul tasso di cambio tra Reichsmark e yen più ulteriori colloqui con il terzo firmatario, il governo italiano, fino alla firma del "trattato di cooperazione economica" il 20 gennaio 1943.
Nonostante la firma, le tanto agognate relazioni economiche tedesco-giapponesi non decollarono: con il procedere del conflitto, gli inglesi si assicurarono senza correre mai rischi il controllo del canale di Suez e i sottomarini con una capacità di carico molto ridotta rimasero il principale metodo di contatto. Con la perdita del Nord Africa e la pesante sconfitta di Stalingrado, la Germania iniziò a vedere i propri piani di guerra arenarsi quasi del tutto.
Il Giappone era stato frattanto compromesso dalle portaerei e non fu in grado di scagliare offensive dopo la sua sconfitta alle Midway nel giugno 1942. I possedimenti erano troppo lontani fra di loro, tanto che risultava difficile persino alimentare le sue guarnigioni di stanza nelle isole minori del Pacifico. Il piano di Tokyo di conquistare le isole Salomone alle porte dell'Australia si trasformò in una ritirata continua per i giapponesi culminata con una nuova cruciale battuta d'arresto a Guadalcanal all'inizio del 1943. L'invasione giapponese dell'India non superò Imphal e Kohima.
Con i sottomarini che rimanevano praticamente l'unico collegamento tra l'Europa controllata dai nazisti e il Giappone, il commercio si concentrò presto su beni strategici come piani tecnici e modelli di armi. Solo il 20-40% delle merci riuscì a raggiungere entrambe le destinazioni e solo 96 persone viaggiarono a bordo di sottomarini dall'Europa al Giappone e 89 viceversa durante il conflitto, poiché solo sei imbarcazioni riuscirono nei loro tentativi del viaggio transoceanico: l'I-30 (agosto 1942), che fornì i progetti sui siluri aerei Type 91 utilizzato nell'attacco a Pearl Harbor, l'I-8 (giugno 1943), l'I-34 (ottobre 1943), l'I-29 (dicembre 1943), l'I-52 (marzo 1944) e il sottomarino tedesco U-511 (agosto 1943). Prima che l'I-29 intraprendesse il suo viaggio verso la Repubblica di Vichy nel dicembre 1943, si incontrò con il sottomarino tedesco U-180 durante una precedente missione nell'Oceano Indiano. Durante questo incontro del 28 aprile 1943, il combattente per la libertà indiano Subhas Chandra Bose si trasferì sulla I-29, diventando così l'unico incontro civile tra due sottomarini di due diverse marine nella seconda guerra mondiale. L'U-234 figura tra gli esempi più popolari di una missione Yanagi interrotta nel maggio 1945. Tra gli altri, il suo carico includeva progetti dei più recenti siluri elettrici, un aereo a reazione Me 262 nella stiva, una bomba Henschel Hs 293 e 560 kg di ossido di uranio. Tuttavia, non è stato ancora chiarito se quest'ultimo minerale fosse stato caricato perché destinato alla creazione di armi.
In rare occasioni, anche le navi di superficie tedesche riuscirono a raggiungere il Sol Levante. Questi includevano gli incrociatori ausiliari Michel e Thor, che furono portati a Yokohama dopo che i generali della Kriegsmarine si resero conto alla fine del 1942 che non sarebbe stato semplice né plausibile per loro tornare nei porti europei controllati dalla Germania. Anche le imbarcazioni da rifornimento tedesche (Uckermark) e quelle straniere sequestrate dai mercantili nazisti sarebbero arrivate nei porti giapponesi.
Di fronte al fallimento dei piani di guerra, i rappresentanti giapponesi e tedeschi cominciarono sempre più a ingannarsi a vicenda durante i briefing tattici, esagerando vittorie minori e attenuando il computo delle perdite. In diversi colloqui tenutisi nella primavera e nell'estate del 1943 tra il Generaloberst Alfred Jodl e l'addetto navale giapponese a Berlino, il vice ammiraglio Naokuni Nomura, il teutonico minimizzò i risultati negativi affermando che l'offensiva sovietica si sarebbe presto arrestata. Il Giappone, d'altra parte, non solo non rivelò nulla sulle effettive condizioni dello scenario nel Pacifico, ma rifiutò altresì qualsiasi interferenza nelle spedizioni americane destinate a Vladivostok e un gran numero di uomini e quantità di materiale trasportato dalla Siberia orientale al fronte tedesco a ovest. Essere costretti a guardare il continuo rafforzamento delle truppe sovietiche da est senza alcun intervento giapponese rappresentò una spina nel fianco di Hitler, soprattutto considerando l'apparente non conoscenza del Giappone della recente conferenza di Casablanca, in cui gli Alleati dichiararono di accettare esclusivamente una resa incondizionata delle potenze dell'Asse. Durante una riunione avvenuta il 5 marzo 1943, il Führer si lasciò andare alla seguente dichiarazione:
(Adolf Hitler sui giapponesi (5 marzo 1943))

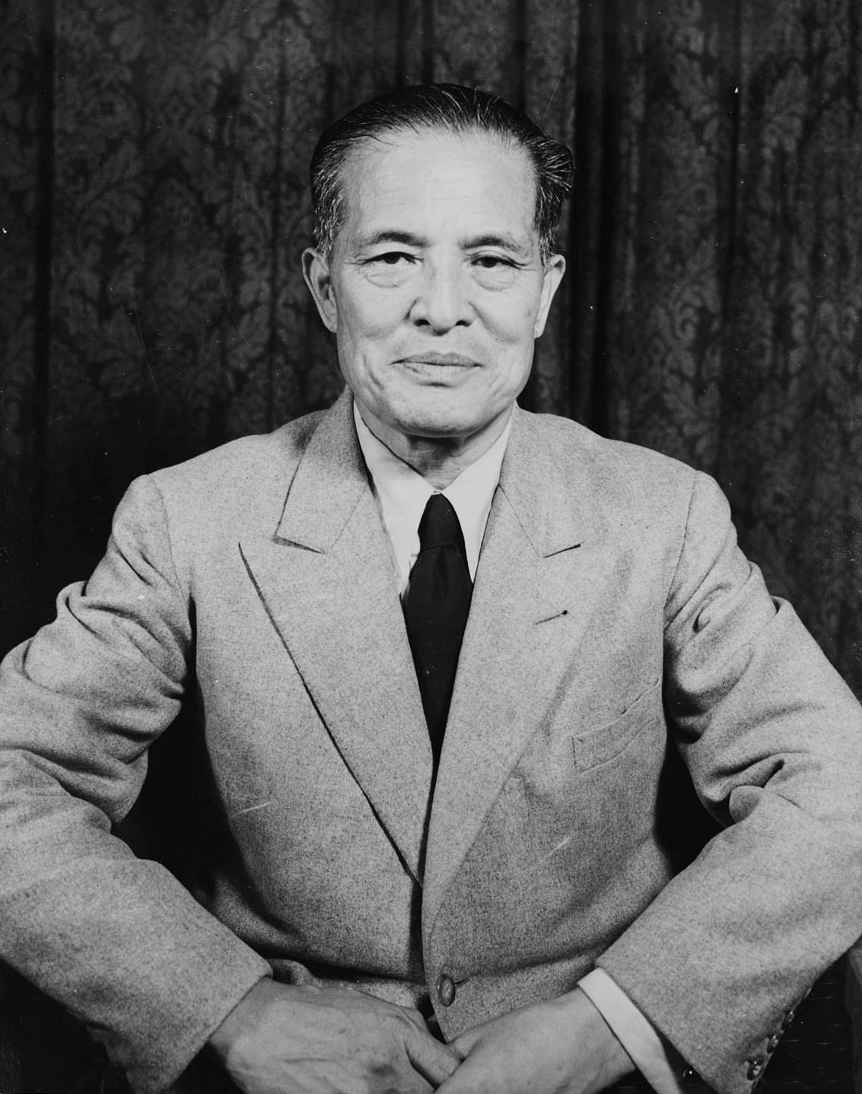
Hiroshi Ōshima, ambasciatore in Germania fino al maggio 1945

Mentre la lotta progrediva e la Germania iniziava a ritirarsi ulteriormente, l'ambasciatore giapponese Ōshima non smise mai di riporre fiducia nel Terzo Reich. Ad ogni modo, nel marzo 1945 segnalò a Tokyo il "timore che Berlino diventasse un campo di battaglia" e rivelò "che una ritirata da Berlino potesse avvenire entro un mese". Il 13 aprile, interloquì con Ribbentrop un'ultima volta e giurò di sostenere i membri di spessore nazisti nella loro ora più buia, ma fu costretto a lasciare Berlino seduta stante per ordine diretto di Hitler. Il 7 e l'8 maggio 1945, quando il governo tedesco si arrese alle potenze alleate, Ōshima e il suo staff furono presi in custodia e portati negli USA. Combattendo a quel punto ancor di più una guerra impossibile da vincere, il governo nipponico denunciò subito la resa tedesca come un atto di tradimento e internò i pochi cittadini tedeschi presenti oltre a confiscare tutte le proprietà teutoniche (come i sottomarini) sul suolo giapponese all'epoca. Quattro mesi dopo, il 2 settembre, il Giappone dovette firmare la resa.

#### Presunta cospirazione a lungo termine tedesco-giapponese
Dopo che la seconda guerra mondiale si concluse ufficialmente con la capitolazione dell'Impero giapponese, i piani per processare i principali criminali di guerra nazisti e giapponesi proseguirono di gran carriera nel 1946. Mentre i funzionari giapponesi dovevano affrontare i processi di Tokyo, i principali crimini di guerra dei tedeschi furono discussi al processo di Norimberga. Le accuse dei pubblici ministeri degli Alleati si concentrarono sul definire la limitata cooperazione tra il Terzo Reich e il Sol Levante come una cospirazione pianificata da tempo per spartire il mondo in due sfere d'influenza: questa sarebbe stata un'ulteriore riprova delle pessime intenzioni delle nazioni che avevano scatenato il conflitto.
(Robert H. Jackson , procuratore capo americano ai processi di Norimberga 1945/46)
Sebbene ci fosse una cooperazione militare limitata e cauta tra il Giappone e la Germania durante la seconda guerra mondiale, non esistono documenti che confermino una pianificazione a lungo termine o un reale coordinamento delle operazioni militari di entrambe le nazioni.

### Sviluppi del dopoguerra

#### Ricucitura delle relazioni e nuovi interessi comuni

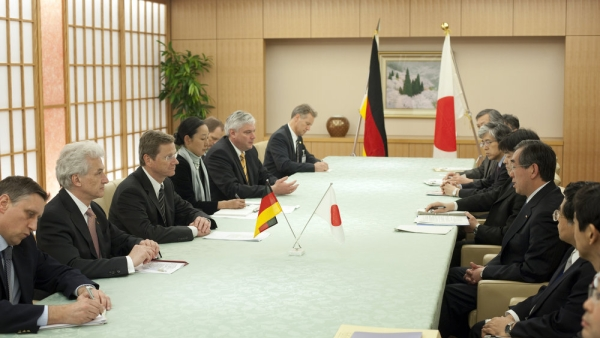
Incontro del ministro degli esteri tedesco Guido Westerwelle e del ministro giapponese degli affari esteri Takeaki Matsumoto a Tokyo dopo il terremoto e lo tsunami di Tōhoku del 2011

Dopo la sconfitta nella seconda guerra mondiale, sia il Giappone che la Germania si preoccuparono di ricucire le relazioni internazionali. Il Giappone riguadagnò la sua sovranità con il trattato di San Francisco nel 1952 e si unì alle Nazioni Unite nel 1956. La Germania fu divisa in due stati: nel 1951, fu deciso di riprendere le relazioni diplomatiche tra il Giappone e la Germania Ovest. Heinrich Northe fu il primo ambasciatore della Germania Ovest in Giappone nel 1952, come incaricato d'affari, rimasto in carica fino al 1955, quando i rapporti poterono dirsi pienamente ripristinati. Tra la Germania Est e il Giappone, il ricongiungimento avvenne nel 1973, anno in cui entrambi gli stati tedeschi divennero membri dell'ONU.
A partire dagli anni 1950, le aziende giapponesi cercarono di acquisire le materie prime necessarie come acciaio e prodotti chimici nella regione della Ruhr, mentre una piccola comunità imprenditoriale giapponese operava a Düsseldorf. Nel 1974, la Germania Ovest e il Sol Levante firmarono un accordo intergovernativo sulla cooperazione in campo scientifico e tecnologico. L'intesa portò in seguito allo sviluppo di numerosi progetti, generalmente incentrati sulla ricerca marina e geoscienze, biologia e ricerca ambientale. Inoltre, dal 1974 ogni anno si tiene un "vertice dei giovani" dedicato agli studenti che intendono recarsi all'estero per approfondire la cultura e la lingua straniera.

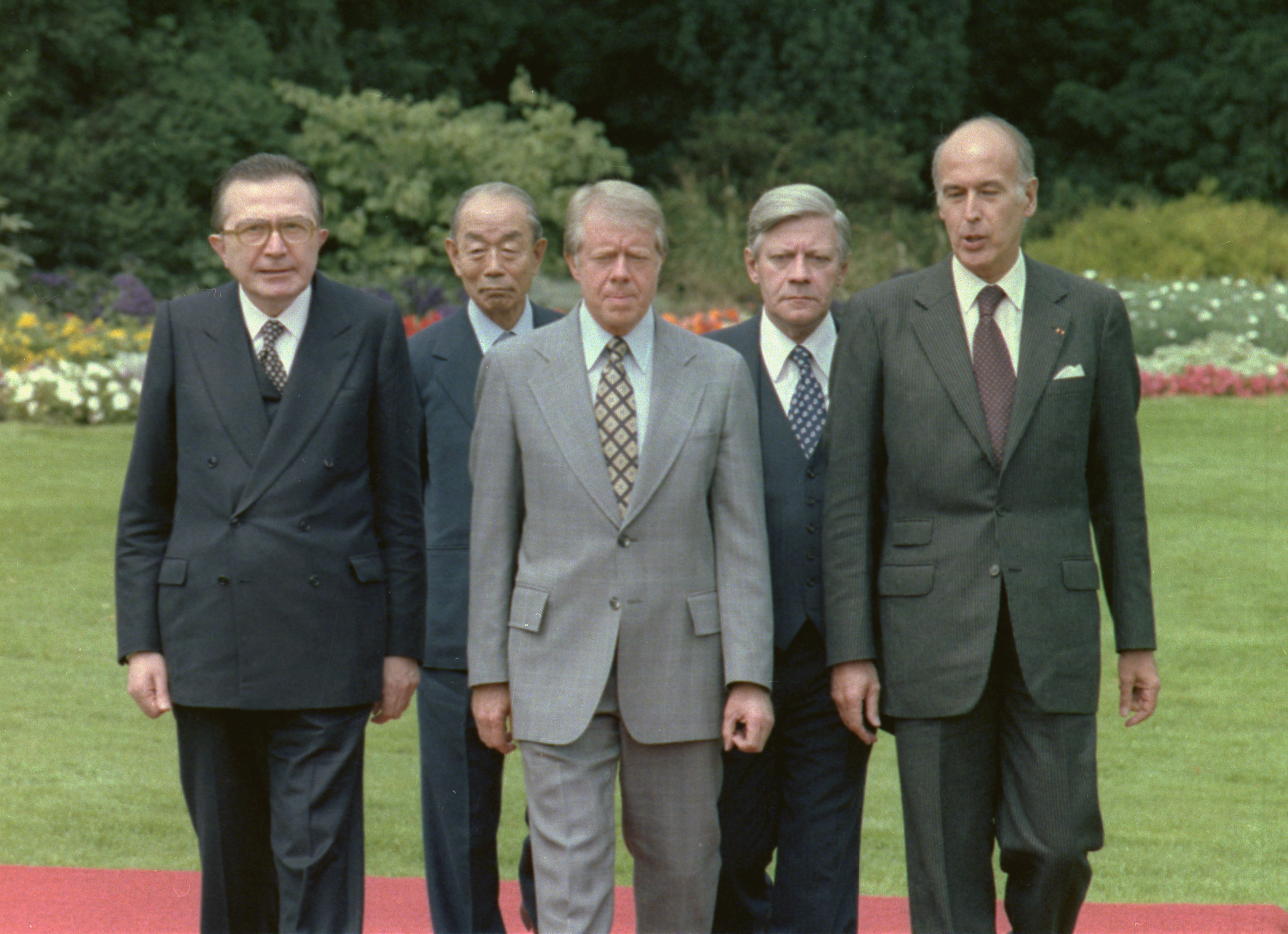
Cinque dei leader al 4° vertice del G7 nel 1978 con il primo ministro giapponese Takeo Fukuda e il cancelliere tedesco Helmut Schmidt (secondo e quarto da sinistra)

I rapporti politici teutonico-nipponici si incrementarono quando entrambi i paesi che parteciparono alla creazione del cosiddetto Gruppo dei Sei, o semplicemente "G6", insieme a Stati Uniti, Regno Unito, Francia e Italia nel 1975 in risposta alla crisi energetica del 1973. Il G6 fu presto aperto anche al Canada e successivamente all'URSS, con i vertici G6, G7 e successivamente G8 tenutisi ogni anno da allora.
Negli anni seguenti, istituzioni, come nel 1985 il Centro tedesco-giapponese a Berlino e nel 1988 l'Istituto tedesco per gli studi giapponesi a Tokyo, furono fondate per contribuire ulteriormente allo scambio accademico e scientifico tra le due nazioni.
Intorno alla metà degli anni 1980, rappresentanti tedeschi e giapponesi decisero di ricostruire la vecchia ambasciata nipponica a Berlino dal 1938. I suoi resti erano rimasti lontani da interventi di restauro dopo che l'edificio fu in gran parte distrutto durante la guerra mondiale. Oltre al complesso originale, fino al 2000 sono state apportate diverse modifiche e aggiunte, come lo spostamento dell'ingresso principale in via Hiroshima, così chiamata in onore della città giapponese, e la creazione di un giardino giapponese tradizionale.
Le relazioni del dopoguerra tra il Giappone e le due entità tedesche, così come con la Germania unificata dal 1990, si sono generalmente concentrate su questioni economiche e commerciali. La Germania, dedita al libero scambio, continua ad essere il principale partner commerciale del Giappone in Europa. Questa posizione generale si riflette anche nei cosiddetti "7 pilastri della cooperazione" concordati dal ministro degli esteri Yōhei Kōno e la controparte teutonica Joschka Fischer il 30 ottobre 2000:
- Pilastro 1: contributo per la pace e la stabilità della comunità internazionale;
- Pilastro 2: consolidamento delle relazioni economiche e commerciali, beneficiando degli impulsi della globalizzazione;
- Pilastro 3: contributo per una soluzione di problemi globali e doveri e responsabilità sociali;
- Pilastro 4: contributo per la stabilità nelle regioni (penisola coreana, Repubblica Popolare Cinese, ex Jugoslavia, Russia, Asia meridionale, nuovi Stati indipendenti, Medio Oriente e regione del Golfo, Medio e Sud America, Timor Est, Africa);
- Pilastro 5: ulteriore costituzione di fedeli relazioni politiche tra Giappone e Germania;
- Pilastro 6: promozione delle relazioni economiche;
- Pilastro 7: promozione della comprensione reciproca e delle relazioni culturali.

Nel 2000, lo scambio culturale bilaterale è culminato nell'anno "Il Giappone in Germania", seguito poi dall'anno "La Germania in Giappone" nel 2005/2006. Sempre nel 2005, è stato istituito l'annuale Festival del cinema tedesco a Tokyo.
Nel 2004, il cancelliere tedesco Gerhard Schröder e il primo ministro giapponese Junichiro Koizumi hanno concordato collaborazioni per l'assistenza alla ricostruzione dell'Iraq e dell'Afghanistan, la promozione di attività di scambio economico, come così come gli scambi e la cooperazione in campo scientifico, tecnologico e universitario.

### Relazioni attuali

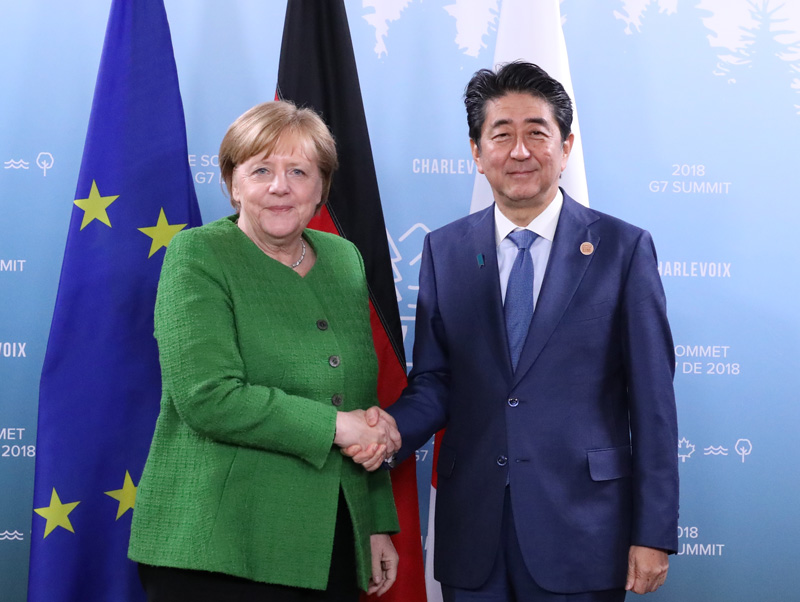
Shinzō Abe con la cancelliera tedesca Angela Merkel al vertice del G7 nel giugno 2018

Alla fine degli anni 1990 e all'inizio degli anni 2000, Germania e Giappone, rispettivamente il secondo e il terzo più grande finanziatore delle Nazioni Unite, chiesero una riforma del Consiglio di sicurezza delle Nazioni Unite e un aumento del numero dei suoi membri permanenti. A tal fine, le due nazioni si sono organizzate insieme al Brasile e all'India per confluire nelle cosiddette "nazioni G4". Il 21 settembre 2004, il G4 rilasciò una dichiarazione congiunta in cui si ribadiva la rivendicazione reciproca di seggi permanenti, insieme a due paesi africani. La proposta trovò l'opposizione in un gruppo di membri chiamati Uniting for Consensus, capeggiato dall'Italia. Nel gennaio 2006, il Giappone annunciò che non avrebbe accettato di rimettere sul tavolo la risoluzione del G4 e di star lavorando a una risoluzione propria.
Alcune inefficienze rispetto alla cooperazione bilaterale tra Germania e Giappone si riflessero nel 2005, quando l'ex primo ministro giapponese Kiichi Miyazawa segnalò in una commemorazione del 20º anniversario del Centro giapponese-tedesco di Berlino che:
(PM Kiichi Miyazawa (2005))

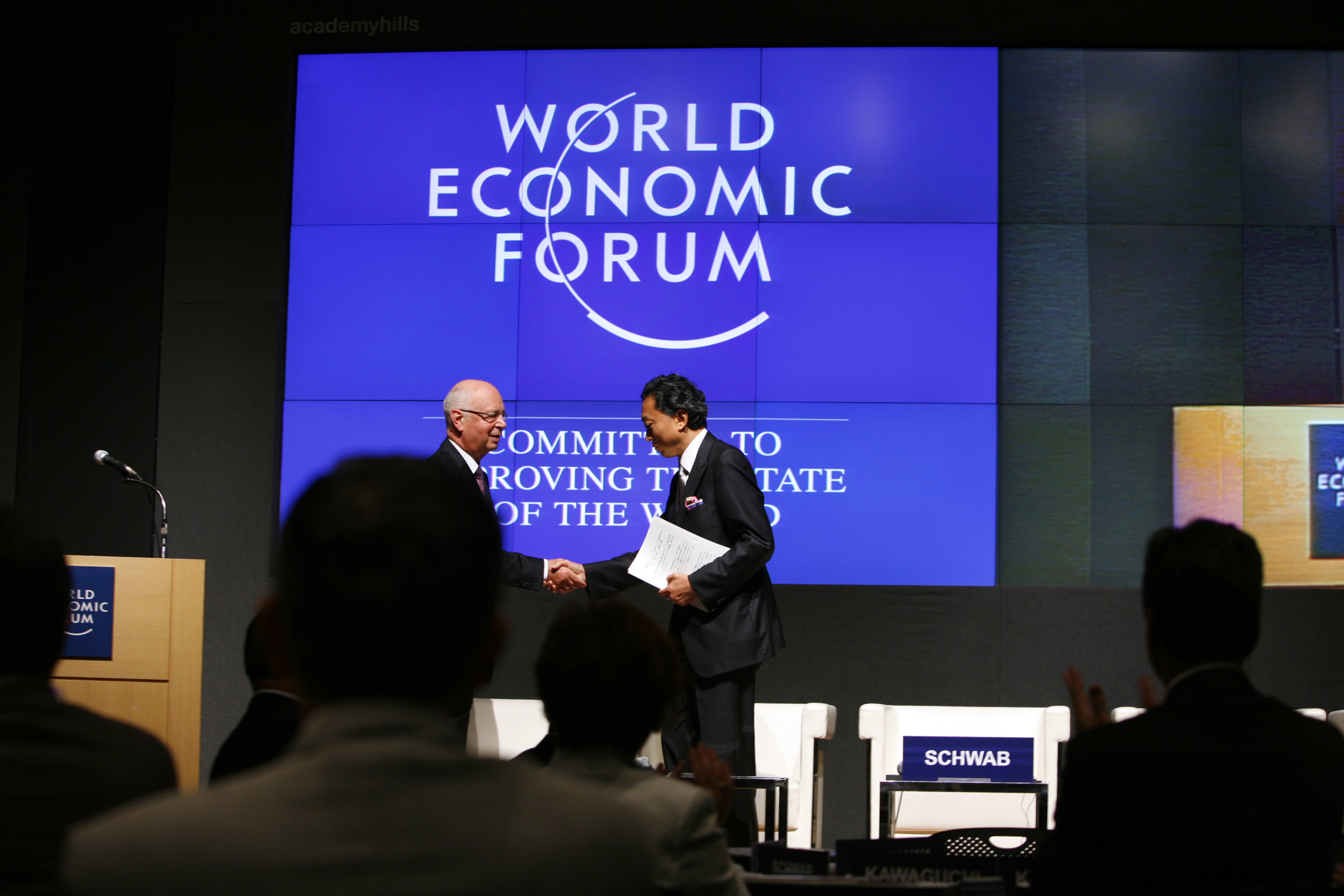
Klaus Schwab saluta il primo ministro Yukio Hatoyama al Forum economico mondiale del 2009

Ciononostante, nel 2008, il Giappone figurava ancora quale la seconda principale destinazione delle esportazioni tedesche in Asia dopo la Cina. Nel 2006, le importazioni tedesche dal Giappone ammontavano a 15,6 miliardi di euro e le esportazioni tedesche in Giappone a 14,2 miliardi (rispettivamente il 15,4% e il 9% in più rispetto all'anno precedente). Nel 2008, tuttavia, le esportazioni e le importazioni giapponesi da e verso l'Unione europea sono diminuite del 7,8 e del 4,8% dopo essere cresciute del 5,8% nel 2007 a causa della crisi finanziaria globale. Anche il commercio bilaterale tra Germania e Giappone è calato nel 2008, con le importazioni dal Giappone crollate del 6,6% e le esportazioni tedesche in Giappone del 5,5%. Benché il Sol Levante sia rimasto il principale partner commerciale dello Stato tedesco in Asia dopo la Cina nel 2008, misurato in termini di commercio estero tedesco totale, la quota del Giappone sia delle esportazioni che delle importazioni è relativamente bassa ed è ben al di sotto del potenziale tra il terzo e il quinto più grande del mondo.

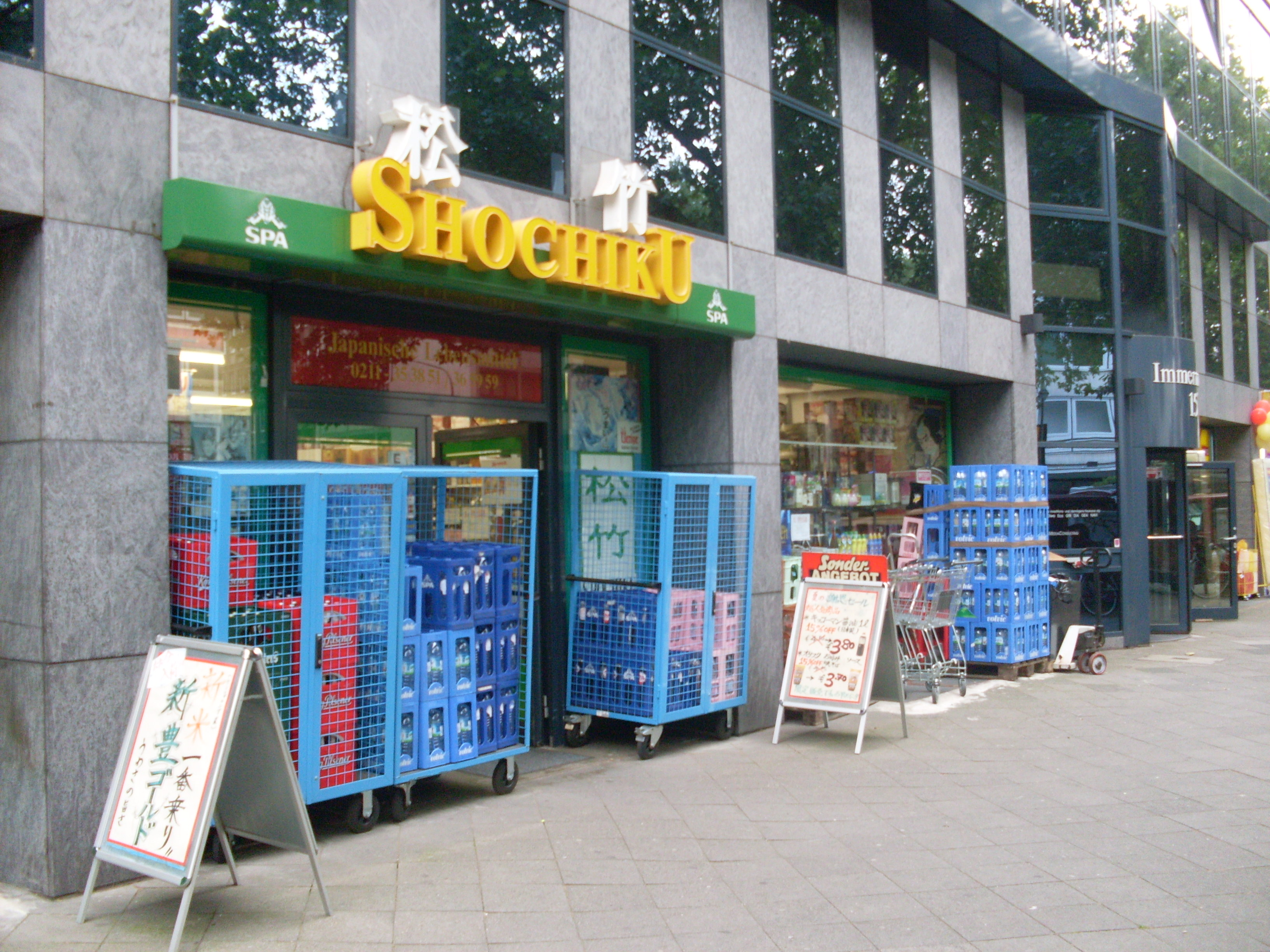
Un supermercato giapponese a Düsseldorf, città sede della più numerosa comunità giapponese dell'intera Europa

Indipendentemente dalla stagnazione delle relazioni commerciali tedesco-giapponesi, la comunità giapponese a Düsseldorf, città sede della più numerosa comunità giapponese dell'intera Europa, sta nuovamente sviluppandosi dopo un declino negli anni 1980 e 1990. Nel 2008, oltre 8 000 giapponesi vivevano nella zona di Düsseldorf, che ospita una scuola giapponese, due asili, tre biblioteche e numerosi ristoranti giapponesi. Inoltre, oltre 200 aziende nipponiche sono attive nel distretto locale, creando oltre 20 000 posti di lavoro.
Il 14 e 15 gennaio 2010, il ministro degli esteri tedesco Guido Westerwelle si è recato in visita in Giappone non appena insediatosi e ha intrattenuto lunghi colloqui con la sua controparte giapponese, Katsuya Okada, sulle relazioni bilaterali di entrambe le nazioni e sulle questioni globali all'ordine del giorno. Westerwelle sottolineava parlando ai media:
(Guido Westerwelle sulla cooperazione tedesco-giapponese (15 gennaio 2010))
Entrambe le due istituzioni sopraccitate hanno incaricato i loro ministeri di elaborare iniziative e strategie di disarmo da poter presentare congiuntamente alla comunità internazionale. Con particolare riferimento al programma nucleare iraniano, si è altresì sottolineato che il Giappone e la Germania, entrambi tecnicamente in grado di crearle ma fermi nel ribadire il loro rifiuto all'uso di armi di distruzione di massa, dovrebbero assumere un ruolo di primo piano nella realizzazione di un mondo libero da armamenti così pericolosi: secondo il parere delle due nazioni, le sanzioni internazionali sono state giudicate uno strumento di pressione appropriato. Inoltre, Westerwelle e Okada hanno deciso di rafforzare la cooperazione in Afghanistan e di intensificare il commercio bilaterale arenatosi in passato tra i due paesi. La visita si è conclusa con i colloqui con il primo ministro giapponese Yukio Hatoyama, prima dei quali il ministro degli esteri teutonico ha visitato il famoso santuario Meiji nel cuore di Tokyo.

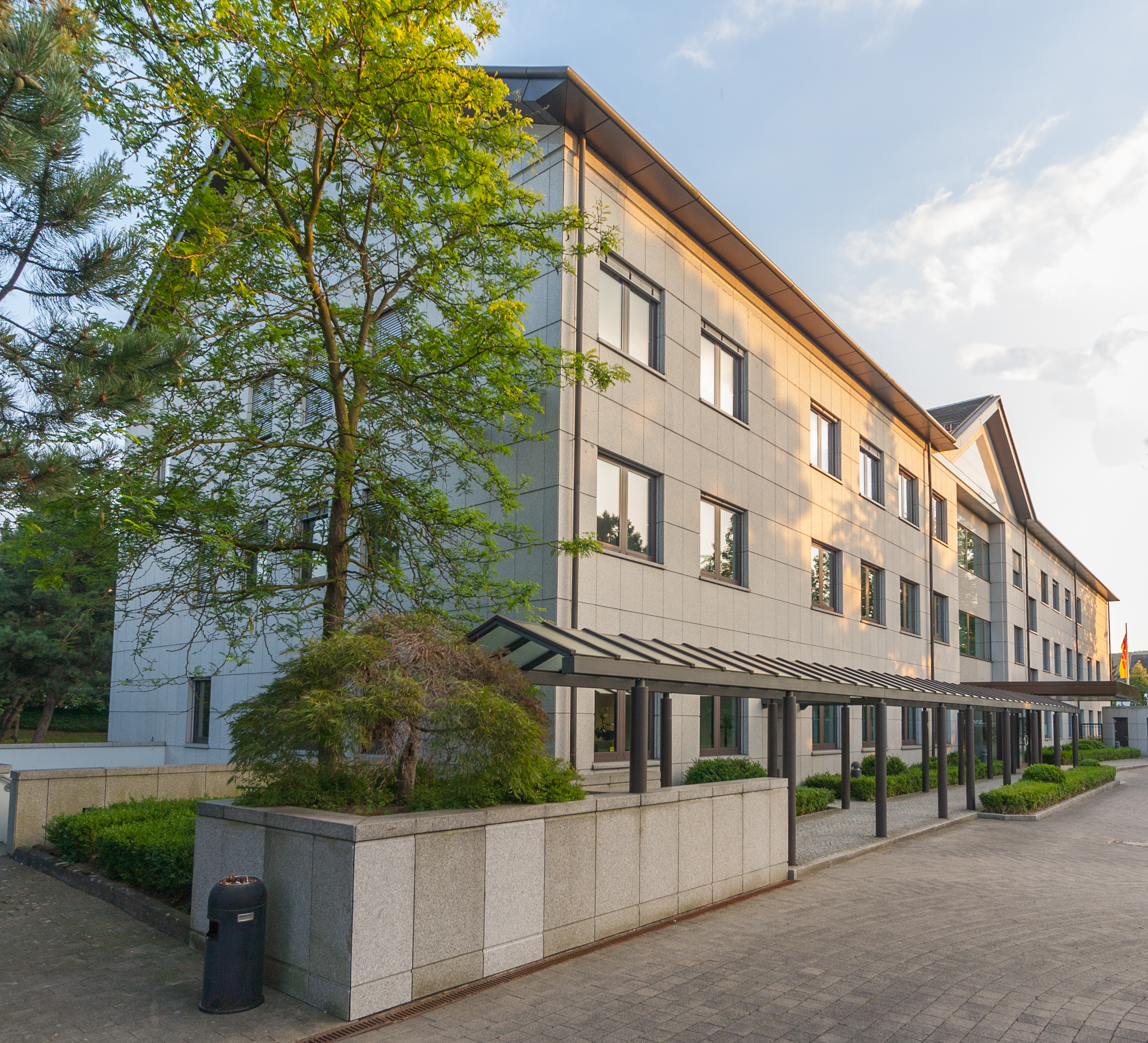
Ambasciata giapponese operativa a Bonn fino al 1990

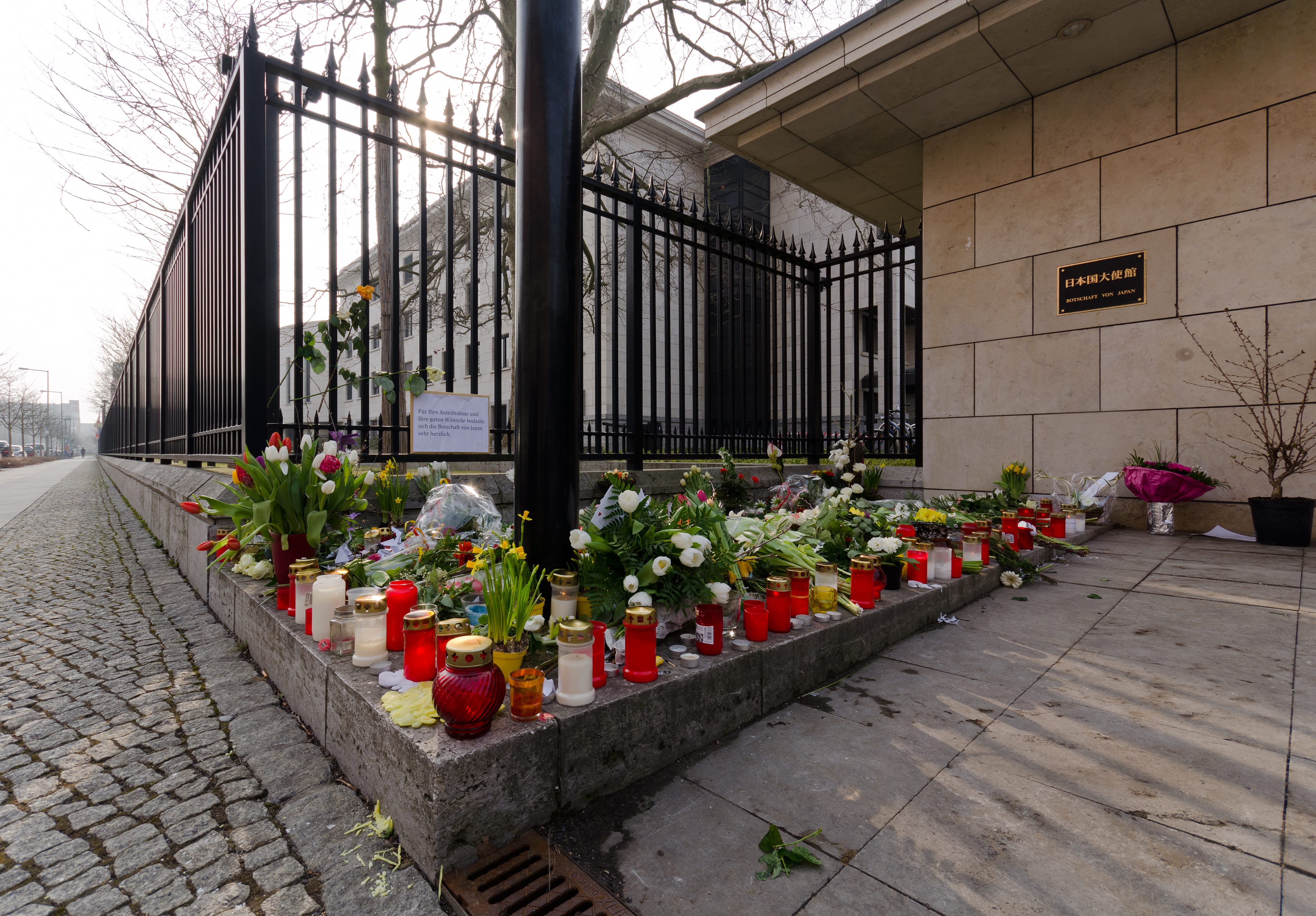
Al devastante terremoto e maremoto del Tōhoku del 2011 ha seguito un'ondata di simpatia e compassione in Germania (fiori davanti all'ambasciata giapponese a Berlino)

Dopo venerdì 11 marzo 2011, data in cui si verificò il terremoto e maremoto del Tōhoku, uno dei più potenti siamo mai registrati, Naoto Kan ha dichiarato: "Nei 65 anni dopo la fine della seconda guerra mondiale, questa è la crisi più dura e difficile per il Giappone": i danni maggiori si riportarono sull'isola Honshū. Il terremoto e il conseguente tsunami non solo hanno devastato vaste aree costiere nella prefettura di Miyagi, ma hanno anche causato il disastro nucleare di Fukushima Dai-ichi, innescando una lunga evacuazione permanente della centrale nucleare locale. La cancelliera tedesca Angela Merkel ha espresso immediatamente la sua più profonda solidarietà a tutte le persone colpite e ha promesso al Sol Levante qualsiasi assistenza avrebbe richiesto. Di conseguenza, sono stati inviati in Giappone specialisti di soccorso della Technisches Hilfswerk e una squadra di ricognitori dell'ISAR Germania (Ricerca e salvataggio internazionale), sebbene sia stato necessario richiamare alcuni specialisti che consigliassero come prevenire il rischio di radiazioni. Inoltre, il Centro aerospaziale tedesco ha fornito immagini satellitari Terra SAR-X e RapidEye dell'area colpita. Nei giorni successivi al disastro, numerosi fiori, candele e origami sono comparsi davanti all'ambasciata giapponese a Berlino da diversi cittadini, compresi importanti politici teutonici. Nonostante non si siano mai concretizzate, ulteriori proposte di aiuto includevano l'invio di unità speciali della Bundeswehr in Giappone, poiché le apparecchiature di decontaminazione delle forze armate tedesche sono tra le più sofisticate al mondo.
Il 2 aprile 2011, il ministro degli esteri tedesco Westerwelle è giunto a Tokyo in un viaggio in Asia, offrendo nuovamente al Giappone "tutto l'aiuto necessario" per riprendersi dal maremoto e dal conseguente sfacelo del mese precedente. Westerwelle ha altresì sottolineato l'importanza di compiere progressi con un accordo di libero scambio tra il Giappone e l'UE al fine di accelerare la ripresa dell'economia giapponese. Insieme alla sua controparte teutonica, il ministro degli esteri nipponico Takeaki Matsumoto ha segnalato potenziali nuovi campi di cooperazione tra Tokyo e Berlino in merito a una riforma del Consiglio di sicurezza delle Nazioni Unite.

### Esplicative
1. ↑  La statua fu rimossa nel 1945 alla fine della seconda guerra mondiale.

### Bibliografiche
1. ↑  (EN) Fondo Monetario Internazionale, World Economic Outlook Database, October 2009: Nominal GDP list of countries, su imf.org. URL consultato il 16 novembre 2020.
2. ↑  (EN) Stephen D. Wrage, Germany and Japan Handle History Very Differently, in New York Times, 17 agosto 1995. URL consultato il 16 novembre 2020.
3. ↑  (EN) Germany Demographics Profile 2019, su indexmundi.com. URL consultato il 16 novembre 2020.
4. ↑  (EN) Japan Demographics Profile 2019, su indexmundi.com. URL consultato il 16 novembre 2020.
5. 1 2  (EN) The 15 major spender countries in 2008, su sipri.org. URL consultato il 16 novembre 2020 (archiviato dall'url originale il 28 marzo 2010).
6. ↑  (DE) Philipp Franz von Siebold, Nippon: Archiv Zur Beschreibung Von Japan und Dessen Neben- und Schutzländern Jezo Mit Den Südlichen Kurilen, Sachalin, Korea und Den Liukiu-Inseln, Elibron Classics Series, vol. 2, Adegi Graphics LLC, 1999, ISBN 978-0-543-94066-7.
7. ↑   Siebold-Preis, su daad.jp. URL consultato il 16 novembre 2020.
8. 1 2  (EN) Bert Edström, The Japanese and Europe: Images and Perceptions, Psychology Press, 2000,  p. 101, ISBN 978-1-873410-86-8.
9. ↑  (DE) 150 anni di amicizia tra Giappone e Germania: prospettive future, su japan.diplo.de. URL consultato il 16 novembre 2020.
10. ↑  (EN) Ferry de Goey, Consuls and the Institutions of Global Capitalism, 1783–1914, Routledge, 2015,  p. 63, ISBN 978-1-317-32098-2.
11. ↑  (EN) John E. Van Sant, Pacific Pioneers: Japanese Journeys to America and Hawaii, 1850-80, University of Illinois Press, 2019,  p. 275, ISBN 978-0-252-05195-1.
12. ↑  (EN) Daniel H. Inouye, Distant Islands: The Japanese American Community in New York City, 1876-1930s, University Press of Colorado, 2018,  p. 24, ISBN 978-1-60732-793-6.
13. ↑  (EN) Claude Emerson Welch, Civilian Control of the Military: Theory and Cases from Developing Countries, SUNY Press, 1976,  p. 161, ISBN 978-0-87395-348-1.
14. ↑  (EN) Joseph Pittau, Inoue Kowashi, 1843-1895. And the Formation of Modern Japan, in Monumenta Nipponica, vol. 20, n. 3/4, 1965,  pp. 253-282.
15. ↑  (EN) Steve Odin, Artistic Detachment in Japan and the West: Psychic Distance in Comparative Aesthetics, University of Hawaii Press, 2001,  p. 219, ISBN 978-0-8248-6150-6.
16. ↑  (EN) S.C.M. Paine e Sarah C.M. Paine, The Sino-Japanese War of 1894-1895: Perceptions, Power, and Primacy, Cambridge University Press, 2003,  p. 285, ISBN 978-0-521-81714-1.
17. 1 2  (EN) Naoko Shimazu, Japan, Race and Equality: The Racial Equality Proposal of 1919, Routledge, 2002,  p. 97, ISBN 978-1-134-69303-0.
18. ↑  (EN) John W.M. Chapman e Chiharu Inaba, Rethinking the Russo-Japanese War, 1904-5, vol. 2, Global Oriental, 2007,  p. 140, ISBN 978-90-04-21332-6.
19. ↑  (EN) Mayako Shimamoto, Koji Ito e Yoneyuki Sugita, Historical Dictionary of Japanese Foreign Policy, Rowman & Littlefield, 2015,  p. 332, ISBN 978-1-4422-5067-3.
20. ↑   Andreas Niehaus e Tine Walravens, Feeding Japan: The Cultural and Political Issues of Dependency and Risk, Springer, 2017,  p. 207, ISBN 978-3-319-50553-4.
21. ↑  (EN) Edward L. Dreyer, China at War 1901-1949, Routledge, 2014,  p. 46, ISBN 978-1-317-89984-6.
22. ↑  (EN) Fêng-chên Chang, The Diplomatic Relations Between China and Germany Since 1898, Commercial Press, 1936,  p. 258.
23. ↑  (EN) A. Thiede, Y. Hiki e G. Keil, Philipp Franz von Siebold and His Era: Prerequisites, Developments, Consequences and Perspectives, Springer Science & Business Media, 2013,  p. 145, ISBN 978-3-662-04001-0.
24. 1 2 3  (EN) Sven Saaler, Kudō Akira e Tajima Nobuo, Mutual Perceptions and Images in Japanese-German Relations, 1860-2010, BRILL, 2017,  p. 40, ISBN 978-90-04-34542-3.
25. 1 2  (EN) Nicolas Schillinger, The Body and Military Masculinity in Late Qing and Early Republican China: The Art of Governing Soldiers, Lexington Books, 2016,  pp. 14-15, ISBN 978-1-4985-3169-6.
26. ↑  (EN) Gerhard L. Weinberg, Hitler's Foreign Policy 1933-1939: The Road to World War II, Enigma Books, 2010,  p. 103, ISBN 978-1-936274-84-0.
27. ↑  (EN) Ernst Leopold Presseisen, Germany and Japan: A Study in Totalitarian Diplomacy 1933–1941, Springer, 2013,  p. 139, ISBN 978-94-017-6590-9.
28. ↑  (EN) Hans-Joachim Krug, Reluctant Allies: German-Japanese Naval Relations in World War II, Naval Institute Press, 2001,  p. 118, ISBN 978-1-55750-465-4.
29. 1 2   Andrea Lopreiato, Le grandi battaglie aeree, Newton Compton Editori, 2019,  p. 92, ISBN 978-88-227-3905-6.
30. 1 2   Adolf Hitler, su spartacus-educational.com. URL consultato il 18 novembre 2020.
31. ↑  (FR) Frédéric Sallée, Sur les chemins de terre brune: Voyages en Allemagne nazie (1933-1939), Fayard, 2017,  p. 388, ISBN 978-2-213-70001-4.
32. ↑   Massimo Gusso, Italia e Giappone: dal Patto Anticomintern alla dichiarazione di guerra del luglio 1945. Inquiete convergenze, geopolitica, diplomazia, conflitti globali e drammi individuali (1934-1952), Edizioni Ca’ Foscari, Venezia, 2022.
33. ↑  (EN) Alan Bollard, Economists at War: How a Handful of Economists Helped Win and Lose the World Wars, Oxford University Press, 2019,  p. 55, ISBN 978-0-19-258483-0.
34. 1 2  (EN) Gerhard L. Weinberg, Hitler's Foreign Policy 1933-1939: The Road to World War II, Enigma Books, 2010,  p. 102, ISBN 978-1-936274-84-0.
35. ↑   Mike Walsh, Reich and Wrong, Lulu Press, Inc, 2017,  pp. 15-16, ISBN 978-1-365-91068-5.
36. ↑  (EN) Steve Backer, Scharnhorst and Gneisenau, Pen and Sword, 2012,  p. 138, ISBN 978-1-78383-037-4.
37. ↑  (EN) Alexandra M. Birnbaum, Birnbaum's Berlin, Harpercollins, 1995, ISBN 978-0-06-278183-3.
38. ↑  (EN) David M. Glantz, Soviet Military Deception in the Second World War, Routledge, 2012,  p. 544, ISBN 978-1-136-28765-7.
39. ↑  (EN) Francesca Canale Cama, L'età contemporanea: Una storia globale, Gius.Laterza & Figli Spa,  p. 157, ISBN 978-88-581-4262-2.
40. ↑  (EN) Sven Saaler, Kudō Akira e Tajima Nobuo, Mutual Perceptions and Images in Japanese-German Relations, 1860-2010, BRILL, 2017,  p. 43, ISBN 978-90-04-34542-3.
41. 1 2  (EN) Alan Axelrod, The Real History of World War II: A New Look at the Past Real History Series, Sterling Publishing Company, Inc., 2008,  pp. 143-144, ISBN 978-1-4027-4090-9.
42. 1 2  (EN) Ian Buruma, Inventing Japan: 1853-1964 Modern Library Chronicles, Random House Publishing Group, 2003,  p. 12, ISBN 978-1-58836-282-7.
43. ↑  (EN) Edward E. Ericson e Edward E. Ericson, Jr., Feeding the German Eagle: Soviet Economic Aid to Nazi Germany, 1933-1941, Greenwood Publishing Group, 1999,  p. 138, ISBN 978-0-275-96337-8.
44. ↑  (EN) World War II: The Axis Alliance, su histclo.com. URL consultato il 19 novembre 2020.
45. ↑  (EN) The Jews of Japan, su jcpa.org. URL consultato il 19 novembre 2020 (archiviato dall'url originale l'8 novembre 2010).
46. ↑   Fritz Allhoff, Nicholas G. Evans e Adam Henschke, Routledge Handbook of Ethics and War: Just War Theory in the 21st Century, Routledge, 2013,  pp. 249-250, ISBN 978-1-136-26099-5.
47. 1 2 3  (EN) The ties that divide: history, honour and territories in Sino-Japanese relations (PDF), su cdn.shopify.com,  pp. 7-9. URL consultato il 21 novembre 2020 (archiviato dall'url originale il 27 novembre 2020).
48. ↑  (EN) Why Hitler Secretly Met With a Japanese General During WWII, su History, 19 maggio 2020. URL consultato il 19 novembre 2020.
49. ↑   Christian Jennings, The Third Reich is Listening: Inside German codebreaking 1939–45, Bloomsbury Publishing, 2018,  p. 173, ISBN 978-1-4728-2952-8.
50. ↑   Horst H. Geerken, Hitler's Asian Adventure, 2ª ed., Books on Demand, 2017,  p. 120, ISBN 978-3-7392-5889-8.
51. ↑  (EN) Gavin Fry, The Battle of the Coral Sea 1942: Conference Proceedings, 7-10 May 1992, Australian National Maritime Museum, 1993,  p. 51, ISBN 978-0-642-18265-4.
52. ↑  (EN) Hitler – Japan must be encouraged to attack, su ww2today.com. URL consultato il 19 novembre 2020.
53. ↑  (EN) March 1941, su phdn.org.
54. ↑  (EN) Peter G. Tsouras, Rising Sun Victorious: Alternate Histories of the Pacific War, Skyhorse, 2015,  p. 111, ISBN 978-1-63220-815-6.
55. ↑  (EN) Eberhard Jaeckel, Hitler in History, UPNE, 2000,  p. 72, ISBN 978-1-61168-054-6.
56. 1 2   Boris Nikolaevič Slavinskiĭ, The Japanese-Soviet Neutrality Pact: A Diplomatic History, 1941-1945 Nissan Institute, Psychology Press, 2004,  p. 55, ISBN 978-0-415-32292-8.
57. ↑  (EN) Priscilla Roberts, The Cold War: Interpreting Conflict through Primary Documents, ABC-CLIO, 2018,  p. 97, ISBN 978-1-4408-5212-1.
58. ↑  (EN) David Westwood, German Infantryman (2) Eastern Front 1941–43, Bloomsbury Publishing, 2012,  p. 4, ISBN 978-1-78200-513-1.
59. ↑  (EN) Gordon W. Prange, Donald M. Goldstein e Katherine V. Dillon, Target Tokyo: The Story of the Sorge Spy Ring, Open Road Media, 2014,  p. 104, ISBN 978-1-4804-8948-6.
60. ↑  (EN) Congresso degli USA, Pearl Harbor Attack: Hearings Before the Joint Committee on the Investigation of the Pearl Harbor Attack, U.S. Government Printing Office, 1946,  p. 1397.
61. ↑  (DE) Bernd Martin, Deutschland und Japan im Zweiten Weltkrieg 1940–1945, Vom Angriff auf Pearl Harbor bis zu deutschen Kapitulation, Amburgo, Nikol Verlagsgesellschaft mdH & Co. KG, 2001,  p. 68.
62. ↑  (EN) Tobias Block, The Changkufeng And Nomonhan Incidents - The Undeclared Border War And Its Impact on World War II, su scholarworks.utep.edu, Università del Texas,  pp. 78-79.
63. ↑   Andrew Nagorski, L'anno in cui i nazisti hanno perso la guerra, Newton Compton Editori, 2019,  p. 359, ISBN 978-88-227-2999-6.
64. ↑  (EN) Gregg Huff, World War II and Southeast Asia: Economy and Society under Japanese Occupation, Cambridge University Press, 2020,  p. 17, ISBN 978-1-108-91608-0.
65. 1 2  (EN) Merriam Press, World War 2 In Review: A Primer, Lulu Press, Inc., 2018,  p. 79, ISBN 978-1-365-85987-8.
66. 1 2  (EN) Lucien Ellington, Japan: A Global Studies Handbook, ABC-CLIO, 2002,  p. 70, ISBN 978-1-57607-271-4.
67. ↑  (EN) World War II: Soviet and Japanese Forces Battle at Khalkhin Gol, su historynet.com. URL consultato il 19 novembre 2020.
68. 1 2  (EN) Ray Merriam, Pearl Harbor, Merriam Press, 1999,  p. 10, ISBN 978-1-57638-154-0.
69. ↑   Florin Constantiniu, Storia della Romania, Rubbettino Editore, 2015,  p. 343, ISBN 978-88-498-4588-4.
70. ↑  (EN) Eberhard Jaeckel, Hitler in History, UPNE, 2000,  p. 78, ISBN 978-1-61168-054-6.
71. ↑  (EN) Joseph Goebbels, A different world, su calvin.edu. URL consultato il 20 novembre 2020.
72. ↑  (EN) Office of Chief of Counsel for the Prosecution of Axis Criminality of USA, Document number 2374 through PS-3311-PS, U.S. Government Printing Office, 1946,  p. 603.
73. ↑  (EN) Spencer C. Tucker, The Roots and Consequences of 20th-Century Warfare: Conflicts that Shaped the Modern World, ABC-CLIO, 2016,  p. 182, ISBN 978-1-61069-802-3.
74. ↑  (EN) Historian: FDR probably engineered famous WWII plans leak, su upi.com, 2 dicembre 1987. URL consultato il 20 novembre 2020.
75. ↑  (EN) 1941: Germany and Italy declare war on US, su BBC News. URL consultato il 20 novembre 2020.
76. ↑  (EN) George John Stratman, Germany's diplomatic relations with Japan 1933-1941 (PDF), Università del Montana, 1970,  pp. 83-85. URL consultato il 20 novembre 2020.
77. ↑  (EN) Mark R. Brawley, Power, Money, and Trade: Decisions that Shape Global Economic Relations, University of Toronto Press, 2005,  p. 112, ISBN 978-1-4426-3585-2.
78. ↑  (EN) Axis counter offensive (January-February 1942), su btinternet.co.uk. URL consultato il 20 novembre 2020 (archiviato dall'url originale il 18 agosto 2007).
79. ↑  (EN) Joseph Mark Scalia, Germany's Last Mission to Japan: The Failed Voyage of U-234, Naval Institute Press, 2014,  p. 22, ISBN 978-1-61251-525-0.
80. ↑   Christopher Harding, Giappone: Storie di una nazione alla ricerca di se stessa. Dal 1850 a oggi, Hoepli,  pp. 228-229, ISBN 978-88-203-9582-7.
81. ↑  (EN) Akira Kudo, Japanese-German Business Relations: Co-operation and Rivalry in the Interwar Period, Routledge, 2012,  p. 18, ISBN 978-1-134-75009-2.
82. ↑  (EN) Srinath Raghavan, India's War: The Making of Modern South Asia, 1939-1945, Penguin UK, 2016,  p. 296, ISBN 978-1-84614-543-8.
83. ↑  (EN) IJN Submarine I-30: Tabular Record of Movement, su combinedfleet.com/. URL consultato il 20 novembre 2020.
84. ↑   Subodh Markandeya, Subhas Chandra Bose: Netaji's Passage to Im[m]ortality, Arnold Publishers, 1990,  p. 16, ISBN 978-81-7031-241-3.
85. ↑   David W. Jourdan e James P. Delgado, Operation Rising Sun: The Sinking of Japan's Secret Submarine I-52, University of Nebraska Press, 2020,  p. 34, ISBN 978-1-64012-320-5.
86. ↑  (EN) Kittel & Graf, History of the U-Boot, Edizioni R.E.I., 2015,  p. 126, ISBN 978-2-37297-176-8.
87. ↑  (EN) John S. Craig, Peculiar Liaisons: In War, Espionage, and Terrorism in the Twentieth Century, Algora Publishing, 2005,  p. 129, ISBN 978-0-87586-331-3.
88. ↑  (EN) Leo J. Meyer, The Decision To Invade North Africa, su army.mil. URL consultato il 20 novembre 2020.
89. ↑  (EN) The Illustrated London News, vol. 113, International News Company, 1943,  p. 234.
90. ↑  (DE) Bernd Martin, Deutschland und Japan im Zweiten Weltkrieg 1940–1945, Vom Angriff auf Pearl Harbor bis zu deutschen Kapitulation, Amburgo, Nikol Verlagsgesellschaft mdH & Co. KG, 2001,  p. 176.
91. ↑  (EN) Carl Boyd, Hitler's Japanese confidant: General Ōshima Hiroshi and MAGIC intelligence, 1941-1945, University Press of Kansas, 1993,  p. 171, ISBN 978-0-7006-0569-9.
92. ↑   A Brief History of Japanese American Relocation During World War II, su nps.gov. URL consultato il 20 novembre 2020.
93. 1 2  (EN) Robert Jackson, Opening Address for the United States, su usf.edu.
94. ↑  (EN) Lisle A. Rose, Power at Sea, vol. 2, University of Missouri Press, 2007,  p. 16, ISBN 978-0-8262-1702-8.
95. ↑   Ambasciata del Giappone in Germania, su emb-japan.go.jp. URL consultato il 20 novembre 2020.
96. ↑  (EN) Growth in United Nations membership, 1945-present, su un.org. URL consultato il 20 novembre 2020 (archiviato dall'url originale il 12 luglio 2014).
97. ↑  (DE) Consolato generale giapponese di Düsseldorf, su dus.emb-japan.go.jp. URL consultato il 20 novembre 2020 (archiviato dall'url originale il 3 gennaio 2012).
98. ↑  (EN) Y20 youth summit, su globalvoices.org. URL consultato il 20 novembre 2020.
99. ↑  (EN) What are the G7 and G8?, su utoronto.ca. URL consultato il 20 novembre 2020 (archiviato dall'url originale il 27 novembre 2020).
100. 1 2   Centro tedesco-giapponese, su jdzb.de. URL consultato il 20 novembre 2020 (archiviato dall'url originale il 22 novembre 2020).
101. ↑  (EN) Welcome to the Homepage of the Japanese-German Center Berlin!, su jdzb.de. URL consultato il 20 novembre 2020 (archiviato dall'url originale il 10 settembre 2013).
102. ↑  (EN) Michele Valerie Cloonan, The Monumental Challenge of Preservation: The Past in a Volatile World, MIT Press, 2018,  p. 212, ISBN 978-0-262-34580-4.
103. 1 2   Giappone e Germania: i sette pilastri della collaborazione, su japan.diplo.de. URL consultato il 20 novembre 2020.
104. ↑   Germania e Giappone: relazioni bilaterali, su auswaertiges-amt.de, 11 ottobre 2020. URL consultato il 20 novembre 2020.
105. ↑  (EN) Japanese-German Cooperation and Coordination in the Assistance for Reconstruction of Iraq, su Ministero degli affari esteri giapponese. URL consultato il 20 novembre 2020.
106. ↑  (EN) Japanese-German Cooperation and Coordination in the Assistance for Reconstruction of Afghanistan, su Ministero degli affari esteri giapponese. URL consultato il 20 novembre 2020.
107. ↑  (EN) Japanese-German Economic Exchanges, su Ministero degli affari esteri giapponese. URL consultato il 20 novembre 2020.
108. ↑  (EN) Japanese-German Youth/Sports Exchange, su Ministero degli affari esteri giapponese. URL consultato il 20 novembre 2020.
109. ↑  (EN) Japanese-German Science, Technology and Academic Cooperation and Exchanges, su Ministero degli affari esteri giapponese. URL consultato il 20 novembre 2020.
110. ↑  (EN) Japan Says No to G4 Bid, su globalpolicy.org. URL consultato il 20 novembre 2020.
111. ↑  (EN) V. Mantzopoulos e R. Shen, The Political Economy of China's Systemic Transformation: 1979 to the Present, Springer, 2011,  p. 105, ISBN 978-0-230-11934-5.
112. ↑  (EN) The economic impact of the EU - Japan economic partnership agreement (EPA) (PDF), su europa.eu. URL consultato il 20 novembre 2020 (archiviato dall'url originale il 26 novembre 2020).
113. ↑  (EN) Little Tokyo, su duesseldorf-tourismus.de. URL consultato il 20 novembre 2020.
114. ↑  (EN) Federal Minister Westerwelle: NPT Review Conference a success for international disarmament efforts, su auswaertiges-amt.de, 29 maggio 2010. URL consultato il 20 novembre 2020.
115. ↑   Michael Sfaradi, Mossad. Una notte a Theran, Baldini & Castoldi,  p. 234, ISBN 978-88-9395-568-3.
116. ↑   Ministro federale tedesco Guido Westerwelle (R) è accolto dal suo omologo giapponese Katsuya Okada in Tokyo, su alamy.it. URL consultato il 20 novembre 2020.
117. ↑  (EN) Anxiety in Japan grows as death toll steadily climbs, CNN, 14 marzo 2011. URL consultato il 20 novembre 2020 (archiviato dall'url originale il 20 agosto 2017).
118. ↑   Giulia Pompili, Fukushima, lo tsunami nucleare che ha cambiato il Giappone, su Il Foglio, 10 marzo 2016. URL consultato il 20 novembre 2020.
119. ↑   Allarme nucleare a Fukushima fuga radioattiva, reattori fuori controllo, su la Repubblica, 11 marzo 2011. URL consultato il 20 novembre 2020.
120. ↑   Terremoto in Giappone: paura del crollo, su Süddeutsche Zeitung, 11 marzo 2011. URL consultato il 20 novembre 2020.
121. ↑  (EN) DLR releases satellite images of Japanese disaster area, su dlr.de, 12 marzo 2011. URL consultato il 20 novembre 2020.
122. ↑   Fuori e candele a fianco del Giappone, su bz-berlin.de, 13 marzo 2011. URL consultato il 20 novembre 2020.
123. ↑   I politici verdi vogliono mandare la Bundeswehr in Giappone, su Die Welt, 16 marzo 2011. URL consultato il 20 novembre 2020.
124. ↑   Beatrice Benocci, La Germania necessaria: L'emergere di una nuova leading power tra potenza economica e modello culturale, FrancoAngeli,  p. 169, ISBN 978-88-917-5619-0.